# تاجیکستان
تاجیکستان با نام رسمی جمهوری تاجیکستان (به تاجیکی: Ҷумҳурии Тоҷикистон) یک کشور محصور در خشکی در آسیای مرکزی است. پایتخت این کشور دوشنبه، هم پرجمعیت‌ترین شهر و هم پایتخت است. تاجیکستان از جنوب با افغانستان، از غرب با ازبکستان، از شمال با قرقیزستان و از شرق با چین هم‌مرز است. این کشور توسط دالان واخان افغانستان از پاکستان جدا شده است. جمعیت آن بیش از ۱۰٫۷ میلیون نفر است.
این سرزمین پیش‌تر، زیستگاه فرهنگ‌های نوسنگی و عصر برنز، از جمله شهر سرزم بوده است و بعدها، زیستگاه پادشاهی‌هایی بود که توسط مردم با باورها و فرهنگ‌های گوناگون از جمله تمدن آمودریا، فرهنگ آندرونوو، بودیسم، مسیحیت نستوری، هندوئیسم، زرتشتی‌گری، مانوی‌گری و اسلام اداره می‌شد. این منطقه توسط امپراتوری‌ها و سلسله‌ها از جمله شاهنشاهی هخامنشی، شاهنشاهی ساسانی، هپتالیان، سامانیان و امپراتوری مغول اداره شده است. پس از اداره شدن توسط امپراتوری تیموری و خانات بخارا، رنسانس تیموری شکوفا شد. این منطقه بعداً توسط امپراتوری روسیه فتح شد و پیش از آنکه بخشی از اتحاد جماهیر شوروی شود. در داخل اتحاد جماهیر شوروی، مرزهای کشور زمانی ترسیم شد که به عنوان یک جمهوری خودمختار بخشی از جمهوری شوروی سوسیالیستی ازبکستان بود و پیش از آنکه در ۵ دسامبر ۱۹۲۹ به یک جمهوری متحد از اتحاد جماهیر شوروی تبدیل شود.
در ۹ سپتامبر ۱۹۹۱، تاجیکستان در حالی که اتحاد جماهیر شوروی در حال فروپاشی بود، خود را به عنوان یک کشور مستقل و دارای حاکمیت اعلام کرد. پس از استقلال، یک جنگ داخلی رخ داد که از مه ۱۹۹۲ تا ژوئن ۱۹۹۷ به طول انجامید. از زمان پایان جنگ، ثبات سیاسی تازه برقرار شده و کمک‌های خارجی به اقتصاد کشور اجازه رشد داده است. این کشور از سال ۱۹۹۴ توسط امامعلی رحمان رهبری می‌شود که ریاست یک رژیم اقتدارگرا را بر عهده دارد و وضعیت حقوق بشر آن مورد انتقاد قرار گرفته است.
تاجیکستان یک جمهوری ریاست‌جمهوری متشکل از چهار استان است. تاجیک‌ها اکثریت قومی را در این کشور تشکیل می‌دهند و زبان ملی آن‌ها فارسی تاجیکی است. روسی به عنوان زبان رسمی بین قومی استفاده می‌شود. در حالی که دولت از نظر قانون اساسی سکولار است، دین اسلام اسماً توسط ۹۷٫۵٪ از جمعیت رعایت می‌شود. در ولایت خودمختار بدخشان کوهستانی، تنوع زبانی وجود دارد که در آن روشانی، شغنی، اشکاشمی، وخی و تاجیکی برخی از زبان‌های گفته‌شده هستند. کوه‌ها بیش از ۹۰٪ از کشور را پوشانده‌اند. این کشور یک کشور در حال توسعه با یک اقتصاد گذار است که به حواله و تولید آلومینیوم و پنبه وابسته است. تاجیکستان عضو سازمان ملل متحد، CIS، OSCE، OIC، ECO، SCO، CSTO و ناتو شریک PfP است.
تاجیک‌های امروزی از نوادگان ساکنان قدیمی آسیای میانه، به ویژه سغدی‌ها و باختری‌ها هستند، اقلیتی از آنها با آمیزش قابل توجه از نژاد مغولوئیدهستند.

## ریشه‌شناسی
در شرفنامه منیری در مورد مراد از واژه تاجیک، آمده است که [شهروندان] غیرعرب و غیر تُرک را [در سرزمین آریان یا ایران] تاجیک نامند.
«برهان قاطع» که یک واژه‌نامه زبان فارسی در هند نوشته شده است معنای تاجیک را نیز به مفهوم [شهروند] غیرعرب وتُرک نام برده است.
محتمل‌ترین و به‌طور کلی پذیرفته‌شده‌ترین منشأ واژه «تاجیک»، واژهٔ پهلوی میانهٔ تازیک اشاره به یک قبیله قحطانی یا واژه‌ای مشابه در زبان‌های ایرانی مانند سغدی یا پارتی است. ارتش‌های مسلمان که در اوایل قرن هشتم میلادی به ماوراءالنهر یورش بردند و شاهزاده‌نشین‌های سغدی را فتح کردند و با ترکان قَرْلُق درگیر شدند (نگاه کنید به اطلس برگل، نقشه‌های ۸ تا ۱۰)، تنها متشکل از عرب‌ها نبودند، بلکه ایرانیان مسلمان‌شده‌ای از فارس و نواحی مرکزی زاگرس نیز در آن‌ها حضور داشتند (بارتولد، «تاجیکی»، ص. ۴۵۵–۴۵۷). از این رو، ترکان آسیای مرکزی، شکل تغییریافته‌ای از این واژه ایرانی، یعنی تاجیک را برای اشارهٔ کلی به دشمنان مسلمان خود به‌کار گرفتند؛ مثلاً فرمانروایان سلسله‌های چالوکیا و راشتراکوتا در جنوب هند نیز در قرن‌های هشتم و نهم میلادی، گروهی از عرب‌ها را با عنوان «تاجیکا» می‌خواندند.
تا قرن یازدهم میلادی (یوسف خاص حاجب در «قوتادغو بیلیگ»، ابیات ۲۸۰، ۲۸۲، ۳۲۶۵)، ترکان قراخانی این واژه را به‌طور خاص‌تری برای مسلمانان ایرانی ساکن در حوزهٔ رود آمو (آمو دریا) و خراسان به‌کار بردند؛ کسانی که گاه رقیب، گاه الگو، گاه فرمانروا (زیر سلطهٔ سامانیان) و گاه تابع ترک‌ها (از دورهٔ غزنویان به بعد) بودند. نویسندگان فارسی‌زبان در دوره‌های غزنوی، سلجوقی و اتابکان (حدود ۱۰۰۰ تا ۱۲۶۰ میلادی) این واژه را پذیرفتند و کاربرد آن را به دیگر مناطق ایران بزرگ که حالا زیر سلطهٔ ترکان قرار داشت نیز گسترش دادند؛ به‌طوری‌که شاعر بزرگ عنصری در حدود سال ۱۰۲۵ میلادی از آن استفاده کرده است (دبیرسیاقی، ص. ۳۳۷۷، ۳۴۰۸). ایرانیان نیز به‌زودی آن را به‌عنوان یک نام قومی پذیرفتند، چنان‌که یکی از مقام‌های دربار در کتاب بیهقی از عبارت «ما تاجیکان» استفاده کرده است (بیهقی، به کوشش فیاض، ص. ۵۹۴).
تمایز میان ترک و تاجیک کم‌کم به‌صورت یک تصویر قالبی درآمد تا همزیستی و رقابت بین دو گروه را بازنمایی کند: ترک به عنوان فرماندهٔ نظامی کوچ‌نشین ایده‌آل، و تاجیک به‌عنوان دیوان‌سالار شهری و مدنی (نظام‌الملک: تازی، ص. ۱۴۶، ۱۷۸–۱۷۹؛ فراگنر، "تادجیک. ۲"، در دایرةالمعارف اسلام، جلد ۱۰، ص. ۶۳).
واژهٔ «تاجیک» در نهایت از واژهٔ پارسی میانه تازیگ، برگردان ترکی نام قومی عربی طَیّیء گرفته شده است که به یکی از قحطانیان قبیله عرب اشاره دارد که در قرن هفتم میلادی به منطقهٔ فرارود در آسیای مرکزی مهاجرت کردند. تاجیکستان پیش از سال ۱۹۹۱ در انگلیسی به صورت Tadjikistan یا Tadzhikistan ظاهر می‌شد. این امر به دلیل برگردان از روسی: "Таджикистан" است. در روسی، حرف «j» برای نشان دادن واج /d͡ʒ/ وجود ندارد و از این رو дж، یا dzh، استفاده می‌شود. تاجیکستان املای جایگزین است و در متون انگلیسی برگرفته از منابع روسی استفاده می‌شود.
در حالی که مطالعه کشوری تاجیکستان در سال ۱۹۹۷ توسط کتابخانه کنگره یافتن منشأ قطعی واژهٔ «تاجیک» را دشوار دانست زیرا این اصطلاح «در مناقشات سیاسی قرن بیستم دربارهٔ این که آیا مردمان ترک‌تبار یا ایرانی‌تبار ساکنان اصلی آسیای مرکزی بوده‌اند، درگیر شده است»، پژوهشگران به این نتیجه رسیدند که تاجیک‌های معاصر از نوادگان ساکنان ایرانی شرقی آسیای مرکزی، به ویژه سغدیان و بلخیان و احتمالاً گروه‌های دیگر هستند. در آثار بعدی، ریچارد فرای به پیچیدگی ریشه‌های تاریخی تاجیکان می‌پردازد. در یک نشریه در سال ۱۹۹۶، فرای توضیح می‌دهد که «در توضیح تکامل مردمی که بقایای آن‌ها تاجیکان در آسیای مرکزی هستند، باید عواملی در نظر گرفته شود» و اینکه «مردمان آسیای مرکزی، چه ایرانی‌زبان و چه ترک‌زبان، یک فرهنگ، یک دین، یک مجموعه از ارزش‌ها و سنت‌های اجتماعی دارند و تنها زبان آن‌ها را از هم جدا می‌کند.»

در مورد تاجیکان، دانشنامه بریتانیکا اظهار می‌دارد:
تاجیکان نوادگان مستقیم مردمان ایرانی هستند که حضور مستمرشان در آسیای مرکزی و شمال افغانستان از اواسط هزاره اول پیش از میلاد مسیح گواهی شده است. نیاکان تاجیکان هسته اصلی جمعیت باستانی خوارزم و بلخ را تشکیل می‌دادند که بخشی از فرارود (سغد) را تشکیل می‌داد. با گذشت زمان، گویش ایرانی شرقی که توسط تاجیکان باستان استفاده می‌شد، سرانجام جای خود را به تاجیکی داد.
مفهوم و معنای این واژه تاریخی در چند مقالهٔ دانشگاهی ریشه‌یابی و بررسی شده است. در اینجا دیدگاه‌های چند تن از دانشمندان به‌گونهٔ فشرده در مورد تاریخ واژهٔ «تاجیک» آورده شده است:
تاجیک نام تبارهای «داها» بوده، پارتها و اشکانیان «دئی»، «تاجیک» و «دجیک» خوانده می‌شدند.
تاجیک از «تای» است و هم‌ریشه با واژهٔ یونانی «تگاس» به معنای پیشوا و «ددیک».
تاجیک از ریشه «تژی» در زبان سکایی است.
تاجیک صفت وابسته است از واژه «تاج»، نام یک قبیله.
بهار در سبک‌شناسی آورده:
ایرانیان از دیرباز به مردم بیگانه «تاچیک» یا «تاژیک» می‌گفته‌اند، چنان‌که یونانیان «بربر» و تازیان (عرب‌ها) «اعجمی» یا «عجم» گویند. این سخن در زبان فارسی دری نو، «تازی» گفته شد و رفته‌رفته ویژهٔ تازیان گردید، ولی در توران و فرارود (ماوراءالنهر) گویش کهن باقی و به بیگانه «تاچیک» می‌گفتند و پس از درهمآمیزی ترکان آلتایی با فارسی‌زبانان آن سامان، واژهٔ «تاچیک» بهمان معنی اندر (وارد) زبان ترکی شد و فارسی‌زبانان را «تاجیک» خواندند.
به‌هرحال، اثبات (بازنمایی) اینکه واژهٔ تاجیک پیش از گرفته شدن آسیای میانه به‌دست ترکان کاربرد داشته بسیار دشوار است و اینکه از سدهٔ پانزدهم و پس از آن باشندگان پامیر سرزمین خود را تاجیک می‌نامیدند تا خودشان را از ترک‌ها جدا کنند. همچنان که سراینده میر علی شیرنوایی هم این را گفته است.
سعدی می‌گوید:
| نگار ترک و تاجیکم کند صد خانه ویرانه |  | به آن چشمان تاجیکانه و مژگان ترکانه |

- پیشنهاد دیگری واژه تاجیک را تغییر یافته یا معرب شده از واژه تازیگ یا تازیک می‌داند و تازیگ نام سرزمینی است که آیین بون (دین) شبه بودایی از آن ریشه گرفته است. چرخ گردون یا سواستیکا که در جغرافیایی آریایی و هخامنشی سابقه کهنی دارد از نشانه‌های بون و بودایی و هندویی می‌باشد.[۳۲]

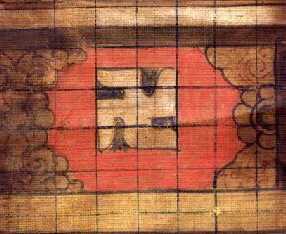
چرخ گردون یا سواستیکا در مذهب بون

## پیشینه
تاجیکستان دربردارنده بخش‌های کهن خجند، فرغانه، زرافشان و پامیر است. این بخش‌های چهارگانه هیچ‌گاه همبستگی سیاسی امروزی را نداشتند و هرکدام از آن‌ها در درازنای تاریخ بخشی از ایران بودند. از این رو، سرزمین تاجیکستان را نمی‌توان پایهٔ تاریخ آن کشور قرار داد، هرچند که تاجیک‌ها خود را بازماندگان مردم، سغد، بلخ، خوارزم و سکاها می‌دانند.

### پیش از اسلام
کهن‌ترین نشانه‌های یافت‌شده در تاجیکستان وابسته به مغارهٔ شخته در پامیر خاوری (شرقی) است که از آنِ روزگار دورهٔ میان‌سنگیاند و نیز بقایای کهن‌ترین خانه‌ها در جلگه‌های پایین دستی (جنوبی) تاجیکستان شناسایی شده است و وابسته به روزگار نوسنگی است. شمار بسیاری از زیستگاه‌های گروه‌های انسانی همراه با ابزارها و وسیله‌های آن‌ها، وابسته به عصر برنز در قیراقوم کاوش شده است. آثار عصر آهن نخستین به ویژه در پامیر فراوان است و بیشتر به تیره‌های کوچندهٔ سکایی وابسته است.
در دوران تاریخی، تا زمان راه‌یابی اسلام به تاجیکستان، قلمروی کنونی تاجیکستان در مرزهای قلمروی فرمانروایی‌های بلخ در جنوب و سغد در شمال بود که با رشته‌کوه‌هایی که امروزه ترکستان خوانده می‌شوند، از یکدیگر جدا می‌شدند. نخستین داده‌های تاریخی از بلخ و سغد در سنگ‌نوشتهٔ داریوش بزرگ در بیستون بازتاب دارد که بر پایهٔ این بن‌مایه (منبع)، این دو سرزمین در آن روزگار در شمار ساتراپ‌های خراج‌گزار شاهنشاهی هخامنشی بوده‌اند. از این روزگار در قبادیان، جا گرفته در کافرنهان سفلا، نشانه‌هایی به دست آمده است؛ برای نمونه: «قلعهٔ میر» در نزدیکی آبادی آبادی ناصر خسرو که دربرگیرندهٔ خانه‌ای گلین است. «تخت سنگین» نیز که در پایان سدهٔ ۱۹ میلادی به دست گنج‌یابان، گویا در «تخت سنگین» یافت شده است، دارای ابزارهای زرین (طلا) و نقرهٔ سکایی بوده که رنگ و بوی فرهنگ و هنر هخامنشی دارد.
پس از شاهنشاهی هخامنشیان، اسکندر مقدونی در سال ۳۲۹ پیش از میلاد به آن سوی جیحون و سیحون لشکرکشی کرد که جنگ‌های آن چندین سال به درازا کشید. در دور کردن مقدونیان، اسپیتامن، سرداری سغدی از خود دلاوری‌ها نشان داد. سلوکوس یکم، جانشین اسکندر، در سرزمینهای گرفته‌شدهٔ شرقی او، آپاما دختر اسپنتمان را به عقد خود درآورد و فرزندشان آنتیوخوس پس از پدر به پادشاهی ایران و سوریه رسید.
پس از اسکندر، تاجیکستان بخشی از فرمانروایی یونانی پادشاهی باکتریا شد. تاجیکستان شمالی (شهرهای خجند و پنج‌کند) بخشی از سغد شدند، گروهی از دولت-شهرهایی که به دست سکاها و تیره‌های کوچ‌نشین یوئه‌چی نزدیک به سال ۱۵۰ پیش از میلاد رهبری می‌شدند. راهِ ابریشم از میان این سرزمین می‌گذشت و چانگ چیان در زمان امپراتور وو هان، مایهٔ برپایی پیوندهای بازرگانی میان پادشاهی باکتریا و دودمان هان شد.
کوشانی‌ها که گروهی از تیره‌های یوئه‌چی بودند، در سدهٔ یکم میلادی بر بلخ چیره شدند و چیرگی خود را تا سدهٔ ۴ میلادی نگهداری کردند. در قلمرو کوشانیان افزون بر دین مزدیسنا که از دیرباز در آنجا گسترده بود، آیین‌های مانوی و بودایی نیز رواج داشت. آیین آیین بودا به گمانه‌ای ازسوی کانیشکا پشتیبانی می‌شد و فراوانی یادگارهای بودایی در دو سوی جیحون گواه بر راه‌یابی فرهنگ هندی در آن گستره است.
در پایان سدهٔ چهارم میلادی، باختر و تخارستان از قلمرو فرمانروایی کوشانی به بچنگ ساسانیان درآمد. در نیمه‌های سدهٔ ششم میلادی مردمان تُرک بیابان‌گرد اندک اندک به آسیای میانه آمدند و با ساسانیان درگیر شدند. در این زمان سرزمین‌های کنونی تاجیکستان جنوبی و ازبکستان و ترکمنستان در مرز ایران و بخش‌های شمالی در دست ترک‌ها بود. این نوآمدگان رفته‌رفته با ایرانی زبانان درآمیختند و ایشان را در خود ناپدید ساختند. در میانه‌های سدهٔ ۶ میلادی، هپتالیان را شکست دادند و فرمانروایی پهناور، گرچه ناپایداری را پدیدآوردند که فرارود و همچنین شهرهای سغد را فرمانبردار خود ساختند.
در آستانهٔ تاخت و تاز عرب‌ها، سغد و بلخ دو کانون برجسته فرهنگ و تمدن ایرانی بودند. سغد بیشتر به بازرگانی و صنعت‌گری و بلخ بیشتر به کشاورزی گرایش داشت و این چگونگی تا امروز نیز در شمال و جنوب تاجیکستان نمایان است. به فراخور گذران ناهمسان، رویدادهای مردمی دو سرزمین نیز ناهمگن بود. بلخ همانند باخترِ فلات ایران از دیرباز دارای کشورمداری (دولت) بزرگ و یکدست بود که درآمدهای آن از کشاورزان (دهقانان) زمیندار فراهم می‌شد؛ بزرگ ـ سرمایه داران در کوشک‌های بی‌مانندی می‌زیستند که پیرامونشان کشتزارها و روستاها گرد می‌آمدند. ولی سغدیان بیشتر شهرنشین بودند و هر شهر، فرمانروایی جداگانه به‌شمار می‌آمد. فرهنگ چیره شده در سغد بیشتر دنیوی و در بلخ بیشتر دینی بود. آنچه بر روزگار باستانی سغد و بلخ پایان نهاد، پیروزی‌های عرب در مرو، تخارستان، خوارزم و جز آن‌ها بود که یک سده به درازا کشید و با شکست سپاهیان چینی در سال ۷۵۱ میلادی در کارزار تراز چیرگی عرب‌ها بر سراسر فرارود آشکار شد.

### پس از اسلام
مسلمانان کمابیش از سال پنجاه تا آغازین سال‌های دههٔ ۱۳۰ هجری قمری (ماهشیدی) بر ارزشمندترین ولایت‌های این سرزمین چیره شدند و اسلام کم‌کم در میان مردم راه یافت. در سده‌های ۳ و ۴ قمری، فرارود شاهد بالندگی فرهنگ و آیین ایرانی، و رواج دوبارهٔ بازرگانی و هنرِ سازندگی بود. جغرافی‌نویسان آن روزگار فرارود را در زمرهٔ آبادترین سرزمین‌های اسلامی یاد کرده‌اند. کاوش‌های باستان‌شناسی نیز رشد و گسترش شهرها و افزایش بی‌مانند جمعیت در آن دوران را نمایان می‌کند. دورهٔ سامانی که با نوزایی فرهنگی فرارود و خراسان برابر بود، از نگاه تاریخ‌نویسان امروزیِ تاجیک آخرین گامِ شکل‌گیریِ قومیت (تبار) تاجیک به‌شمار می‌آید. ارزش این روزگار بیشتر برای پیدایش زبان ادبی فارسی دری است که سرانجام شالودهٔ ملیت تاجیکان آسیای میانه و بنیان وجودی (هستی) جمهوری تاجیکستان شد. با فراگیر شدن فارسی دری در جایگاه زبان ارتباطی مردمان ایرانی، زبان‌های ایرانی سغدی، بلخی و خوارزمی رفته‌رفته رنگ باختند و فرهنگ‌های بومی نیز در فرهنگ پهناوری که ادب فارسی نمایانگرش بود، آمیخته شد. در بازهٔ سال‌های ۲۶۱ تا ۳۸۹ قمری تاجیکستان بخشی از قلمرو سامانیان بود تا اینکه ترکان قراخانی با به‌چنگ آوردنِ بخارا، سامانیان را سرنگون کرده و بر آسیای میانه چیره شدند.
در نیمهٔ دوم سدهٔ پنجم ترکان سلجوقی با تاخت‌وتاز به آسیای میانه، قراخانیان را خراج‌گزار خود کردند. سلطان محمد خوارزمشاه در سال ۶۰۹ قمری قراخانیان را سرنگون کرد. کوچ ترکان از سوی شمال باعث شد که پس از سامانیان و غزنویان، فرارود به چنگ دودمان‌های ترک درآید که خود سرانجام در حملهٔ مغول شکست خورد. با ورود مغولان به آسیای میانه از سال ۶۱۷ تا ۶۱۹ قمری دولت خوارزمشاهیان فروپاشید. در یورش مغول به فرغانه، تیمور ملک فرماندار خجند، تسلیم نشد و در برابر مغول‌ها از خود ایستادگی نشان داد. تیمور ملک را شاعران و نویسندگان امروز تاجیک در جایگاه قهرمان ملی ستوده‌اند و بارها زمینهٔ آفرینش‌های ادبی قرار داده‌اند.
از آن پس تا ۱۵۰ سال بعد قبیله‌های گوناگون، از جمله جغتایی‌ها، بر آسیای میانه چیره بودند تا اینکه تیمور در ۷۷۱ قمری دولت مستقل خود را در این سرزمین بنا نهاد و همچنین تاجیکستان کنونی را به چنگ آورد. دورهٔ تیموریان از دوره‌های رونق بازرگانی و شهرآیینی فرارود است. در این دوره ساختمان‌های بزرگ و باشکوه بنا شد که به‌ویژه سمرقند آوازهٔ جهانی خود را وامدار آن‌هاست. اما در تاجیکستان نیز یادگارهای فراوانی از روزگار تیموری برجای مانده است که از نگاه تاریخِ ساختمان‌سازی دامنه‌اش تا دورهٔ شیبانیان کشیده می‌شود و بیشتر دنباله‌رویِ روشِ معماری سمرقندی است؛ از آن دسته است: بارگاه امیر سید علی همدانی، پیشوای بزرگ صوفیان در سدهٔ ۸ قمری در کولاب. از دیگر آثار کولاب، آرامگاه یارمحمد ولی در روستای بخارک و مسجد و آرامگاه شاه خاموش در لنگر کلان است. مسجد و مزار مولانا یعقوب چرخی در نزدیکی شهر دوشنبه، و آرامگاه وابسته به عبدالقادر گیلانی نیز بر رونق بازار صوفیگری در آن روزگار گواه است. مجموعهٔ نامیده شده به شیخ مصلح‌الدین دارای بناهایی از سده‌های ۶–۱۳ قمری و دیدنی‌ترین یادگار شهر خجند است. نمازگاه‌های نوگلیم و عبدالله خان در اسفره و مسجد کوک گنبد و مزار بابا طغا و مجتمع سرمزار در اوراتپه نیز از آثار سده‌های ۸–۱۰ق به‌شمار می‌آید.
سده‌های ۴–۷ قمری (۱۰–۱۳ میلادی)، زمانهٔ بالندگی معماری فراورد است و تاجیکستان هم از یادگارهای این روزگار بی‌بهره نیست؛ بیشتر این سازه‌ها آرامگاه‌های پیشوایان دین و امیران است؛ از آن دسته است: آرامگاه خواجه مشهد، طلا حلاجی، خواجه سرباز، خواجه دُربد و آق مزار در شهر توز، مزار محمد بشارا در پنج‌کند، آرامگاه خواجه نقشران در نزدیکی ریگر (تورسون‌زادهٔ کنونی)، آرامگاه امیر حمزه و مزار چارکوه در اسفره، و آرامگاه حضرت شاه در اوراتپه. برخی از این ساخته‌ها حالتی نیمه‌ویران دارند. دو نیایشگاه از دهکده‌های اشت و اسکادر که در موزهٔ بهزاد شهر دوشنبه نگه‌داری می‌شود، از نمونه‌های برجستهٔ گچ‌بری روزگار سامانیان است. نامی‌ترین بنای دورهٔ سامانی، آرامگاه وابسته به نصر بن احمد در بخارا است که اگر چه از قلمرو تاجیکستان بیرون مانده، اما تاجیکان آن را از یادگارهای تاریخی خود می‌شمارند.
دولت تیموریان در آغاز سدهٔ دهم قمری با یورش ازبک‌های شیبانی از میان رفت. با چیرگی ازبکان در آغاز سدهٔ ۱۰ قمری (۱۶ میلادی) ترکیب (ریخت) قومی فرارود باشتاب روبه دگرگونی نهاد که سرانجام زمینه‌ساز ایجاد جمهوری‌های شوروی بر پایهٔ بخش‌بندی‌های زبانی گشت. در روزگار حکومت خانات شیبانی و هشترخانی در بخارا بسیاری از سرزمین‌های جمهوری ازبکستان کنونی به چنگ خاندان ازبک درآمد و زبان ترکی جغتایی در روستاهای فارسی‌زبان رو به پیشرفت نهاد. آن گروه از شهرنشینان و ده‌نشینان ایرانی‌نژاد که دگرش (تغییر) زبان داده بودند، «سارت» خوانده می‌شدند.
در ۱۰۰۷ قمری ازبک‌های هشترخانی جای شیبانیان را گرفتند. در ۱۱۵۳ قمری نادرشاه بر بخارا چیره شدند و اشترخانیان تا ۱۱۶۰ قمری که نادرشاه کشته شد، خراجگزار ایران بودند. در ۱۱۵۳ قمری محمد رحیم بی، ابوالفیض خان اشترخانی را کُشته و پایه‌گذار دودمان مَنْغیت در بخارا شد. بخش‌های میانی و جنوبی تاجیکستان کنونی جزئی از امارت بخارا و بخش‌های شمالی آن بیشتر در قلمرو امارت خوقند بود. امارت بخارا در عهد منغیتیان فرمانروایی کمابیش متمرکزی بود. بخارای خاوری (شرقی) که تااندازه‌ای همسان با بخش‌های جنوبی و میانی تاجیکستان کنونی است، بیگ‌نشین‌های نیمه‌مستقل قبادیان، حصار، درواز، قراتگین، بلجوان، قرغان‌تپه و کولاب را دربرمی‌گرفت. گرفتن مالیات سنگین به ویژه از فرمانبران شرقی، شورش‌هایی را دربرابر امیران بومی دامن زد که شناخته‌شده‌ترین آن‌ها شورش «واسع» در۱۳۰۲ قمری (۱۸۸۵ میلادی) در کولاب و بلجوان همچون نمادی از ستم‌ستیزی و آزادی‌خواهی کوه‌نشینان تاجیک در کتاب‌های تاریخ تاجیکستان بازتاب یافته است. نام واسع را امروزه بر بخشی از ناحیهٔ کولاب نهاده‌اند و شورش او موضوع (بارهٔ) اُپرای پرآوازه‌ای شده است.
از سده‌های ۱۱–۱۳ قمری چند یادگار معماری در خاک تاجیکستان بر جای مانده است که از دیدگاهِ روشِ ساخت، بیشتر دنباله‌رویِ شیوهٔ معماری بخارا و هم نمایانگر دورهٔ نابودشدنِ معماری فرارود است. در حصار دسته‌ای از بناهای تاریخی در «ممنوعگاه تاریخ و مدنیت قلعهٔ حصار» نگهداری می‌شود که دارای نشانه‌های فراوان از سدهٔ ۳ پیش از میلاد تا پس از آن است. دروازهٔ قلعه، ارگ بخارا را به یاد می‌آورد که شناسهٔ معماری سدهٔ ۱۲ قمری است. در نزدیکی دِژ دو مدرسه به نام‌های کهنه و نو، و کمی دورتر آرامگاه مخدوم اعظم و مسجد سنگین همه از یادگارهای همین دوره است. مدرسهٔ میرعالم دادخواه در پنجکنت، مقبرهٔ خال‌بایقرا در خاور (شرق) شهر دوشنبه، بارگاه ملااکرم در کولاب، مدرسه‌های میر رجب دادخواه و آییم و آرامگاه لنگر بالا در کان بادام، مسجد چارباغ در خجند، و مدرسه‌های نمازگاه و رستم‌بیک در اوراتپه از دیگر مانده‌های شایان یادآوری در تاجیکستان است

### تاجیکستان در امپراتوری روسیه
در ۱۲۸۳ قمری (۱۸۶۶ میلادی) روس‌ها خجند و اوراتپه و دِژ (قلعهٔ) ناو و در ۱۲۸۵ قمری (۱۸۶۸ میلادی) بخش بالایی رود زرافشان همچون پنجکنت را گرفتند، در ۱۲۸۶ قمری (۱۸۶۹ میلادی) فرمانروای بخارا، حصار و کولاب را به قلمرو خود پیوست کرد؛ با این کار، شمال تاجیکستان به روسیهٔ تزاری و جنوب آن به فرمانروایی بخارا پیوست شد. در ۱۳۰۹ قمری (۱۸۹۲ میلادی) نیروهای روسی وارد پامیر شرقی شدند. در ۱۳۱۳ قمری (۱۸۹۵ میلادی) انجمن مشترک انگلستان و روسیه مرز آسیای میانه را، ازجمله در پامیر، شناسایی (تعیین) کردند. در ۱۳۳۴ قمری (۱۹۱۶ میلادی) مردم آسیای میانه، مانند باشندگان (مردم) خجند و دیگر بخش‌های تاجیکستان شمالی، برای فرمان تزار روسیه دربارهٔ سربازگیری، بر او شوریدند.

### تاجیکستان شوروی

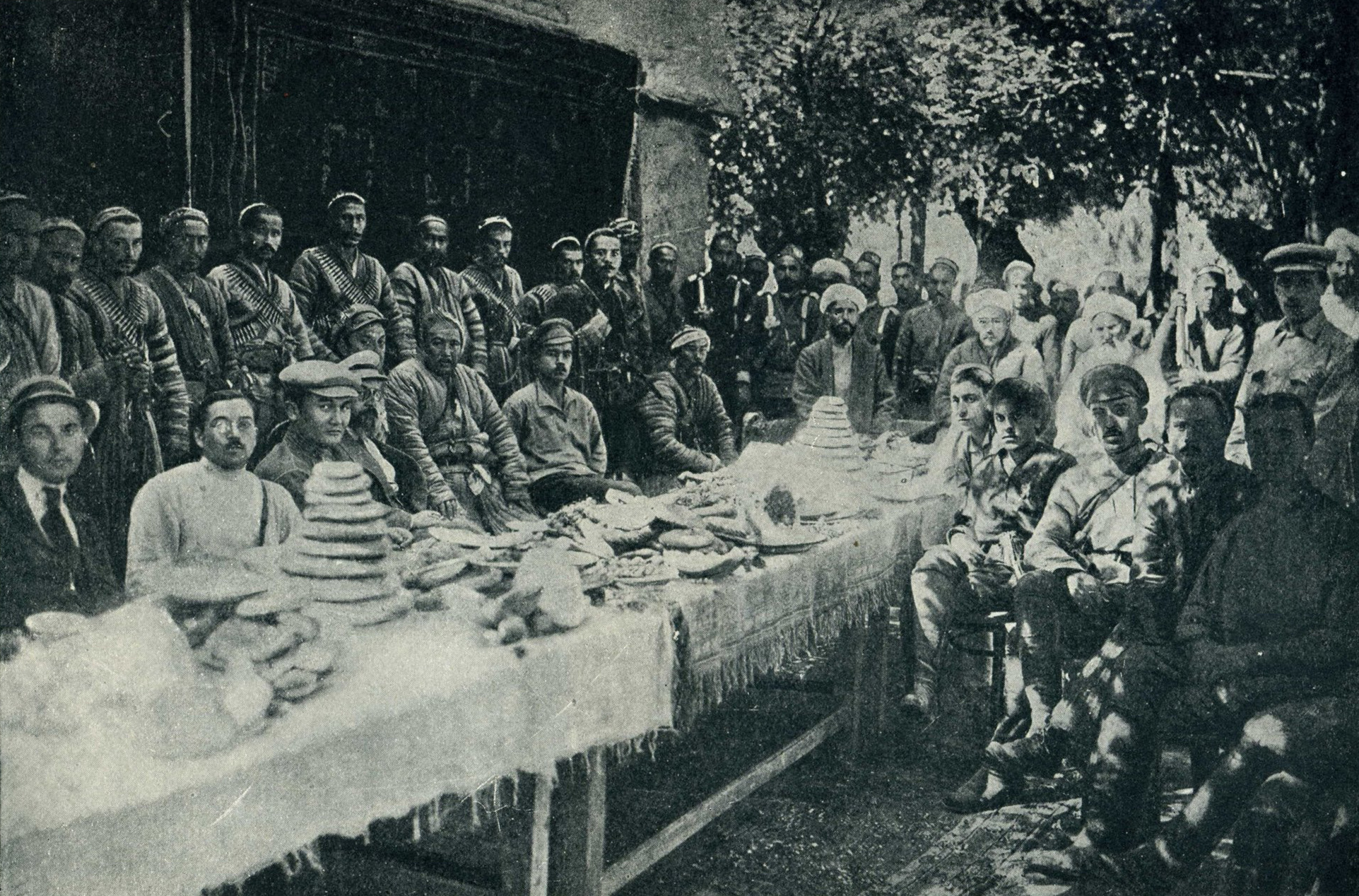
شوروی در حال مذاکره با باسماچی‌ها در سال ۱۹۲۱ میلادی.

پس از انقلاب روسیه در سال ۱۹۱۷ میلادی، در رجب ۱۳۳۶ قمری (آوریل ۱۹۱۸ میلادی) شمال تاجیکستان بخشی از جمهوری خودمختار شوروی ترکستان گردید. در ۲ سپتامبر ۱۹۲۰، ارتش شوروی بخارا را تصرف کرد و بساط فرمانروایی منغیتیان را برچید. عالم‌خان آخرین امیر بخارا به بخارای شرقی گریخت و برای مقابله با ارتش سرخ درصدد گردآوری سپاه برآمد. در ۲۱ فوریهٔ ۱۹۲۱ میلادی نیروهای شوروی به روستای دوشنبه رسیدند و آنجا را مقر حکومت خویش در بخارای شرقی ساختند اما موفق به تصرف کامل بخارای شرقی و از جمله شهر دوشنبه نشدند.
جمهوری خلق بخارا که پس از سرنگونی امیر بخارا در محرّم ۱۳۳۹ قمری (سپتامبر ۱۹۲۰ میلادی) به این نام خوانده می‌شد و از استقلال برخوردار بود، در سپتامبر ۱۹۲۴ میلادی منحل شد و با نام «جمهوری شوروی سوسیالیستی بخارا» به اتحاد جماهیر شوروی ضمیمه گردید؛ اما چون نام جمهوری‌های شوروی برپایهٔ نام اقوام ساکن در آن استوار بود، در ۱۴ اکتبر همان سال عنوان نهایی جمهوری شوروی سوسیالیستی ازبکستان تثبیت گردید. ازبکستان کمابیش قلمرو امیرنشین بخارا را دربرمی‌گرفت. در همان تاریخ ناحیهٔ بخارای شرقی با نام «جمهوریت اجتماعی شوروی مختار تاجیکستان» در درون جمهوری ازبکستان تأسیس شد و چون هیچ شهری در تاجیکستان نبود، آبادی مهاجرنشین دوشنبه به پایتختی برگزیده شد. جمهوری سوسیالیستی خودمختار تاجیکستان شوروی که شامل دوازده ناحیه از جمهوری خودمختار ترکستان و پنج ولایت بخارای شرقی می‌شد، در درون جمهوری شوروی سوسیالیستی ازبکستان قرار داشت. بنابراین، تاجیکان نه‌تنها از سرزمین‌های فارسی‌زبان ماوراءالنهر و کانون‌های معتبری چون سمرقند و بخارا بی‌بهره مانده‌بودند، بلکه از لحاظ سیاسی نیز تابع ازبکستان شدند و این وضعیت برای آن‌ها ناخوشایند بود. تا آن زمان میدان‌داری پان‌ترکیست‌ها، معدود تاجیکان اهل قلم را محتاط و خاموش نگاه داشته‌بود. از این گذشته، اندیشهٔ تشکیل ملت برپایهٔ قومیت که در میان مردم اروپا ریشه داشت، در امیرنشین بخارا و دیگر نواحی آسیای مرکزی سابقه‌ای نداشت و اجرای این اندیشه به دست دولت انقلابی شوروی، فارسی‌زبانان آنجا را به کلی غافل‌گیر کرده بود. اما رشد معرفت تاریخی و هویت قومی در میان فارسی‌زبانان بخارا از یک سو، و آغاز سرکوب اندیشهٔ پان‌ترکیسم از جانب حکومت شوروی از سوی دیگر، به تاجیکان مجال ابراز وجود و دادخواهی داد.
در دی ۱۳۰۴ خورشیدی (ژانویهٔ ۱۹۲۵ میلادی) ولایت پامیر به عنوان بخشی از جمهوری خودمختار تاجیکستان ایجاد شد. قیام باسماچیان تا ۱۳۰۵ خورشیدی (۱۹۲۶ میلادی) با شدت تمام در قلمرو تاجیکستان کنونی ادامه یافت. در ۲۴ مهر ۱۳۰۸ خورشیدی (۱۶ اکتبر ۱۹۲۹ میلادی) جمهوری شوروی سوسیالیستی تاجیکستان با الحاق ولایت خجند، که پیش از آن بخشی از ازبکستان بود، رسماً ایجاد شد و نخستین قانون اساسی آن در ۱۳۱۰ خورشیدی (۱۹۳۱ میلادی) تصویب شد؛ با این حال، نه‌تنها سمرقند و بخارا، بلکه برخی از حاصل‌خیزترین جلگه‌های تاجیک‌نشین هم در تملک ازبکستان باقی ماند.
در دورهٔ شوروی، مزارع تاجیکستان اشتراکی شد و صنایع سبک و سنگین گوناگونی به‌ویژه پس از جنگ جهانی دوم در آن‌جا ایجاد گردید، ولی سطح زندگی مردم پایین باقی ماند. در این دوره مبارزه با مذهب منجر به تعطیلی بیشتر مساجد و مدارس دینی گردید. از سال ۱۳۰۶ خورشیدی (۱۹۲۷ میلادی) تغییر تدریجی خط از فارسی به الفبای لاتینی آغاز شد تا اینکه در ۱۳۰۸ خورشیدی (۱۹۲۹ میلادی) خط لاتینی رسمیت یافت و در ۱۳۱۹ خورشیدی (۱۹۴۰ میلادی) الفبای سیریلیک جای آن را گرفت.
در دههٔ اول حکومت شوروی بسیاری از کسانی که از حاکمیت شوروی بر تاجیکستان ناراضی بودند یا در قیام باسماچیان مبارزهٔ مسلحانه کرده بودند، راهی شمال افغانستان شدند. در فاصلهٔ ۱۳۰۶ تا ۱۳۱۰ خورشیدی (۱۹۲۷ تا ۱۹۳۱ میلادی) استالین، با متهم کردن رهبران حزب کمونیست تاجیکستان به ملی‌گرایی و خیانت ــ که آن را ناشی از تماس این رهبران با بریتانیا می‌دانست ــ بسیاری از آنان را برکنار کرد و تا ۱۳۱۴ خورشیدی (۱۹۳۵ میلادی) حدود ۶۶٪ از رهبران برجستهٔ حزب که در اواخر دههٔ ۱۹۳۰ میلادی به مقامات حزبی رسیده‌بودند، برکنار شدند. در محاکماتی که در سال ۱۳۱۶ خورشیدی (۱۹۳۷ میلادی) برگزار شد، رئیس‌جمهور و دبیر شورای مرکزی و رئیس کنگرهٔ خلق از حزب کمونیست تاجیکستان اخراج و با چند رهبر دیگر اعدام شدند. در دورهٔ سرکوب‌های دههٔ ۱۳۱۰ خورشیدی (۱۹۳۰ میلادی) تقریباً تمامی مقامات تاجیک در حکومت تاجیکستان جای خود را به روس‌ها دادند.
در دورهٔ شوروی قدرت در دست خجندی‌ها و متحدان کولابی آن‌ها بود. از دههٔ ۱۳۵۰ خورشیدی (۱۹۷۰ میلادی) به‌تدریج باورهای اسلامی در میان مردم تاجیکستان رشد یافت، از جمله در ۱۳۵۷ خورشیدی (۱۹۷۸ میلادی) شورشی ضد روس‌ها به پا شد که ۱۳ هزار نفر در آن شرکت داشتند و پس از حملهٔ شوروی به افغانستان، شماری از مردم تاجیکستان به علت مخالفت با این حمله بازداشت شدند.
با روی کارآمدن گورباچف در سال ۱۳۶۴ خورشیدی (۱۹۸۵ میلادی) در تاجیکستان همانند دیگر جمهوری‌های شوروی، مبارزه با فساد آغاز شد. در نتیجهٔ این سیاست، رحمان نبی‌اف که از ۱۳۶۱ خورشیدی (۱۹۸۲ میلادی) دبیر اول حزب کمونیست تاجیکستان بود، به فساد مالی و خویش و قوم بازی متهم شد و جای خود را به قهار محکموف داد. در این دوره به‌تدریج از شدت سانسور کاسته و آزادی بیان به‌ویژه در مطبوعات بیشتر شد.

### استقلال تاجیکستان

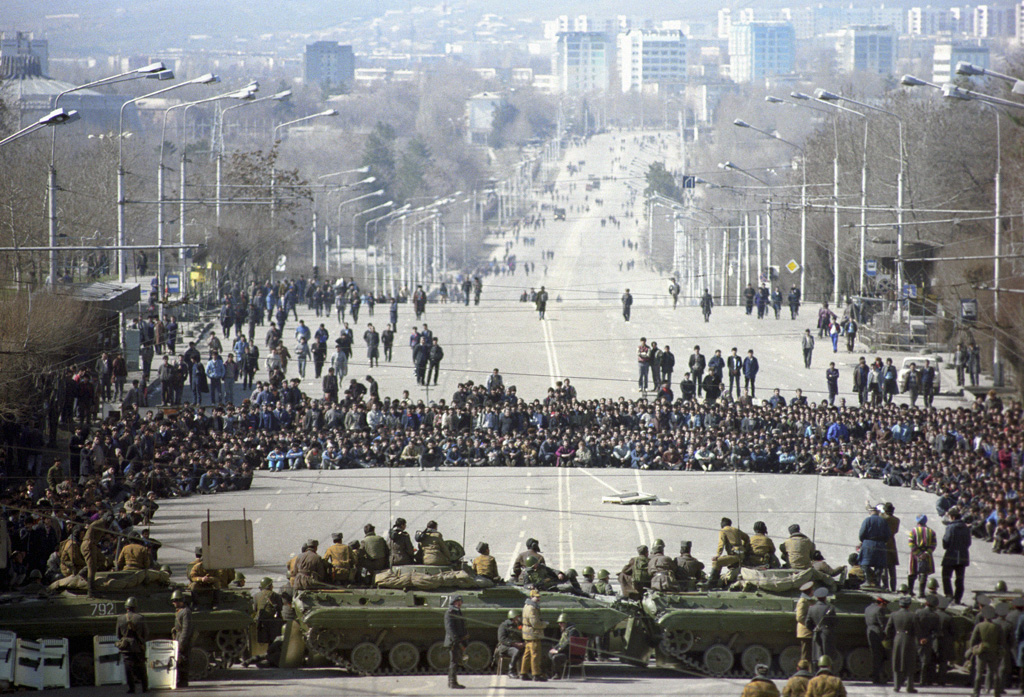
مخالفان در دوشنبه، فوریهٔ ۱۹۹۰ میلادی.

در بهمن ۱۳۶۸ خورشیدی (فوریهٔ ۱۹۹۰ میلادی) به‌دنبال شایعاتی مبنی بر اسکان آوارگان ارمنی در شهر دوشنبه، مردم اعتراض کردند و در نتیجهٔ درگیری آنان و نیروهای پلیس عده‌ای زخمی یا کشته شدند. مردم در تظاهرات خود خواستار اصلاحات اقتصادی و سیاسی، بازگشایی مساجد و احیای فرهنگ ملی خود بودند. به‌دنبال این درگیری‌ها، فعالیت حزب رستاخیز و حزب دموکراتیک تاجیکستان و حزب نهضت اسلامی غیرقانونی اعلام شد. در نوامبر ۱۹۹۰ میلادی قهار محکموف به ریاست جمهوری برگزیده شد. در ۳۱ اوت ۱۹۹۰ محکموف که با کودتای نظامیان ضد گورباچف مخالفت نکرده‌بود، به‌دنبال تظاهرات گستردهٔ مردم مجبور به استعفا شد. در نهم سپتامبر شورای عالی تاجیکستان به استقلال تاجیکستان رأی داد. قدرالدین اصلانف، رئیس شورای عالی و کفیل ریاست جمهوری، فعالیت حزب کمونیست را ممنوع و دارایی آن را ملی کرد، اما شورای عالی ــ که اکثر نمایندگان آن کمونیست بودند ــ اصلانف را برکنار و رحمان نبی‌اف را جانشین وی کرد و ممنوعیت فعالیت حزب کمونیست را لغو نمود. در ششم اکتبر شورای عالی در نتیجهٔ فشار مخالفان، فعالیت حزب کمونیست را به حال تعلیق درآورد و فعالیت حزب نهضت اسلامی را آزاد اعلام کرد. نبی‌اف بلافاصله پس از آن از کفالت ریاست جمهوری استعفا کرد تا زمینهٔ برگزاری انتخابات فراهم شود. انتخابات ریاست جمهوری سرانجام در ۲۴ نوامبر ۱۹۹۱ برگزار و نبی‌اف با ۵۷٪ آرا رئیس‌جمهور شد. رقیب اصلی وی، دولت خدانظروف که از پشتیبانی احزاب اصلی مخالف کمونیست‌های پیشین برخوردار بود، ۳۴٪ آرا را به دست آورد، هرچند که مخالفان صحت برگزاری انتخابات را رد کردند. در ماه بعد تاجیکستان به عضویت جامعهٔ کشورهای مستقل مشترک‌المنافع درآمد.
نبی‌اف بار دیگر در چهارم ژانویهٔ ۱۹۹۲ به حزب کمونیست تاجیکستان اجازهٔ فعالیت داد. در مارس ۱۹۹۲ در دوشنبه در اعتراض به برکناری نوجوانف، از اهالی بدخشان، از وزارت کشور، تظاهرات ضدحکومتی آغاز شد. در آوریل ۱۹۹۲ به دنبال دستگیری مقصود اکرام‌اف، شهردار دوشنبه که اجازهٔ نصب مجسمهٔ فردوسی به جای مجسمهٔ لنین را داده بود، تظاهرات مردم شدت بیش‌تری گرفت. مخالفان حکومتی تقریباً دو ماه در مرکز دوشنبه ماندند. حکومت نیز با آوردن هواداران خود از کولاب و خجند ــ که از دورهٔ شوروی حامی حزب کمونیست بودند ــ تظاهراتی در دوشنبه ترتیب داد. پس از ۵۱ روز از شروع تظاهرات و کشته‌شدن حدود ۱۵۰ تن، مذاکرات مخالفان با نبی‌اف به نتیجه رسید و حکومت مصالحهٔ ملی در یازدهم مه ۱۹۹۲ تشکیل شد که از ۲۴ وزیر آن هشت وزیر از احزاب مخالف بودند. پس از این مصالحه درگیری در دوشنبه خاتمه یافت، ولی در همان ماه نیروهای کولابی طرفدار کمونیسم ضمن مخالفت با حکومت مصالحهٔ ملی و خلع سلاح خود، با هواداران احزاب اسلامی و دموکراتیک در آن منطقه درگیر شدند.

### جنگ داخلی تاجیکستان

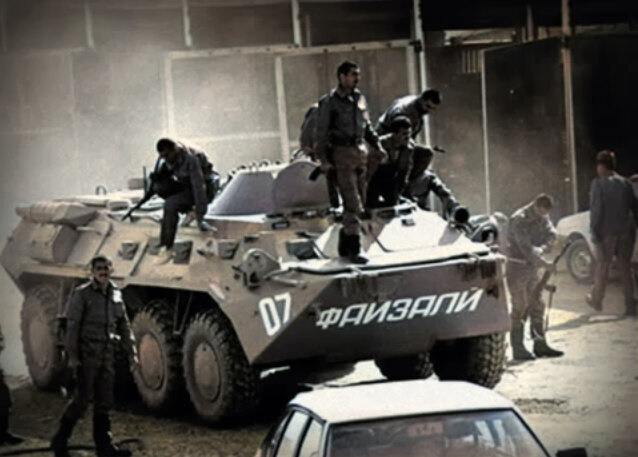
سربازان اِشپتسناز در دوران جنگ داخلی تاجیکستان، ۱۹۹۲ میلادی.

در اواخر مه ۱۹۹۲ شبه‌نظامیان جبههٔ خلق تاجیک به فرماندهی سنگک صفروف ــ که پس از ۲۳ سال زندان به جرم اعمال جنایی، آزاد شده بود ــ از کولاب به قرغان تپه، پایگاه اصلی احزاب اسلامی و دموکراتیک، حمله کردند. کولابی‌ها ادعا می‌کردند که مخالفان از گروه‌های اسلامی افغانستان، به‌ویژه حزب اسلامی گلبدین حکمتیار، اسلحه می‌گیرند و در پایگاه‌های این حزب آموزش می‌بینند. اتحاد دموکراتیک ـ اسلامی نیز ادعا می‌کرد که نیروهای نظامی روسیه مستقر در تاجیکستان، شبه‌نظامیان طرفدار حکومت را مسلح می‌کنند. در اواخر اوت ۱۹۹۲ شبه‌نظامیان کولابی صدها تن را در قرغان تپه کشتند. تظاهرکنندگان مخالف حکومت با ورود به کاخ ریاست جمهوری ۳۵ تن از مقامات را گروگان گرفتند. در نتیجهٔ فشار مخالفان، نبی‌اف در هفتم سپتامبر مجبور به استعفا گردید و اکبرشاه اسکندرف، رئیس شورای عالی، کفالت ریاست جمهوری را عهده‌دار شد و عبدالملک عبدالله‌جانوف از خجند را به نخست‌وزیری برگزید. در ۲۷ سپتامبر کولابی‌ها با تصرف قرغان تپه موجب فرار هزاران تن (تا نیمهٔ نوامبر ۰۰۰، ۱۲۶ تن) به دوشنبه شدند.
اسکندراف که در پایان دادن به جنگ داخلی شکست خورده بود مجبور شد برگزاری نشست شورای عالی را در خجند بپذیرد؛ ازین‌رو در دهم نوامبر ۱۹۹۲ به همراه دولت خود استعفا کرد. نشست فوق‌العادهٔ دو هفته‌ای شورای عالی، که کمونیست‌ها در آن بیشترین سهم را داشتند، امامعلی رحمان از کولاب را به ریاست کشور و عبدالملک عبداللّه جانف را به نخست‌وزیری برگزید. در حکومت جدید، وابستگان به احزاب اسلامی و دموکراتیک مناصب خود را از دست دادند و بیشتر وزرای جدید نیز کولابی بودند. شورای عالی همچنین با ادغام کولاب و قرغان تپه ولایت جدید ختلان را ایجاد کرد تا اطمینان یابد که جنوب کشور را نیروهای کولابی طرفدار کمونیسم اداره می‌کنند.
در دسامبر ۱۹۹۲ نیروهای وفادار به حکومت جدید و شبه‌نظامیان کولابی ـ حصاری، دوشنبه را تصرف کردند و صدها تن از شبه‌نظامیان هوادار گروه‌های اسلامی و دموکراتیک را کشتند و در پایتخت و جنوب کشور به‌ویژه نسبت به مردم غَرم (از پایگاه‌های اصلی نیروهای اسلامی و دموکراتیک) و بدخشان، قساوت زیادی به خرج دادند. در همین ماه به درخواست امامعلی رحمان نیروهای ارتش روسیه و ازبکستان وارد تاجیکستان شدند و در سرکوب نیروهای مخالف به حکومت تاجیکستان کمک کردند. تا مارس ۱۹۹۳ حکومت اختیار بخش اعظم کشور و از جمله غرم را به دست گرفت. در نتیجهٔ این درگیری‌ها حدود پنجاه هزار تن کشته شدند؛ هرچند که برخی، شمار کشتگان جنگ داخلی را تا صد هزار تن برآورد کرده‌اند. شمار زیادی از روس‌ها و غیربومیان، تاجیکستان را ترک کردند و در داخل کشور حدود هشتصد هزار تن جابجا شدند که این بزرگ‌ترین جابجایی جمعیت در آسیای مرکزی از زمان اشتراکی کردن اراضی در دههٔ ۱۹۳۰ بود. ضمناً چند شهر و شمار زیادی روستا و کشتزار و کارخانه به‌کلی تخریب شد.
در دسامبر ۱۹۹۲ و ژانویهٔ ۱۹۹۳، حدود شصت هزار تن در پی حملات کولابی‌ها به افغانستان گریختند، از جمله قاضی اکبر تورجان‌زاده بالاترین مقام مذهبی تاجیکستان که حکومت، او را به تلاش برای برقراری دولتی اسلامی متهم کرده بود. در فوریهٔ ۱۹۹۳ فتح‌اللّه شریف‌زاده به جای وی مفتی تاجیکستان شد که او نیز در ژانویهٔ ۱۹۹۶ به دست افراد ناشناسی کشته شد.
جنگ داخلی تاجیکستان در ۱۹۹۳ تا حد زیادی آرام شد، ولی درگیری‌ها با شدت کمتری تا چند سال بعد ادامه یافت. در ژوئن ۱۹۹۳ دیوان عالی رسماً فعالیت حزب نهضت اسلامی تاجیکستان، سازمان لعل بدخشان، سازمان رستاخیز و حزب دموکراتیک تاجیکستان را غیرقانونی اعلام کرد و عملاً تنها حزب کمونیست تاجیکستان را قانونی دانست. در دسامبر ۱۹۹۳ در نتیجهٔ اختلاف کولابی‌ها و خجندی‌ها، عبدالله جانوف از نخست‌وزیری استعفا کرد. مذاکرات صلح میان حکومت و مخالفانش از آوریل ۱۹۹۴ در مسکو تحت نظارت سازمان ملل و در حضور نمایندگانی از ایران، پاکستان، روسیه و ایالات متحدهٔ آمریکا آغاز شد.
در انتخابات ریاست جمهوری در ششم نوامبر ۱۹۹۴، رحمان با ۵۸٪ آرا بر تنها رقیب خود عبدالله جانوف، که ۳۵٪ آرا را کسب کرد، پیروز شد. در همین انتخابات ۹۰٪ رأی دهندگان قانون اساسی جدید را تأیید کردند.
پس از مذاکرات طولانی نمایندگان حکومت با مخالفان آن، در مسکو، کابل، آلماتی، عشق‌آباد، بیشکک، مشهد و تهران، سرانجام سیدعبداللّه نوری رهبر حزب نهضت اسلامی و امامعلی رحمان، سازش‌نامهٔ عمومی استقرار صلح و سازگاری ملی را در ۲۷ ژوئن ۱۹۹۷ در مسکو امضا کردند و رسماً به جنگ داخلی پنج ساله پایان دادند. به دنبال آن شبه‌نظامیان مخالف حکومت عفو شدند و به آن‌ها اجازهٔ بازگشت به کشور داده شد. بسیاری از این شبه‌نظامیان بنابر سازشنامهٔ صلح، در ارتش تاجیکستان ادغام شدند. ضمناً در شورای مصالحهٔ ملی که در نتیجهٔ پیمان صلح به وجود آمد، و هریک از طرفین سیزده کرسی به دست آوردند و ۳۰٪ از مناصب حکومتی در سطح ملی و منطقه‌ای به مخالفان داده شد.
در اوایل نوامبر ۱۹۹۸ نیروهای فرمانده شورشی ارتش، محمود خدای بِردی اف، به خجند حمله کردند و پنج روز نبرد شدید میان نیروهای او و سربازان حکومتی درگرفت. پس از سرکوبی تهاجم، خدای بردی اف به ازبکستان گریخت. رحمان، چند تن از جمله عبدالله جانوف نخست‌وزیر سابق، و دوستوف معاون پیشین رئیس‌جمهور، را از محرکان این واقعه اعلام کرد. وی همچنین اسلام کریموف، رئیس‌جمهور ازبکستان، را به دست داشتن در این توطئه متهم کرد. این وقایع به تیرگی روابط دو کشور انجامید.
در اواخر سال ۱۹۹۹ مجلس عالی به طرح‌های رحمان مبنی بر اصلاحاتی در قانون اساسی رأی داد. این اصلاحات که شامل تمدید دورهٔ ریاست جمهوری از پنج به هفت سال و قانونی کردن احزاب سیاسی و مذهبی می‌شد، در همه‌پرسی ۲۶ سپتامبر ۱۹۹۹ به تأیید مردم رسید. در انتخابات ریاست جمهوری در ششم نوامبر ۱۹۹۹، رحمان در رقابت با تنها رقیبش، دولت عثمان، به پیروزی دست یافت.

## سیاست
پس از استقلال، تاجیکستان درگیر جنگ داخلی شد. جناح‌ها توسط کشورهای خارجی از جمله افغانستان، ایران، پاکستان، ازبکستان و روسیه حمایت می‌شدند. روسیه و ایران بر حفظ صلح در کشور جنگ‌زده متمرکز بودند تا احتمال دخالت ایالات متحده یا ترکیه کاهش یابد. روسیه از جناح طرفدار دولت حمایت کرد و نیروهایی از مشترک‌المنافع کشورهای مستقل را برای محافظت از مرز تاجیکستان و افغانستان مستقر کرد. تمام روس‌های قومی که بیشتر در صنعت مشغول به کار بودند، به جز ۲۵۰۰۰ نفر از بیش از ۴۰۰۰۰۰ نفر، به روسیه گریختند. تا سال ۱۹۹۷، جنگ پس از توافق صلح بین دولت و اپوزیسیون تحت رهبری اسلام‌گرایان به پایان رسید و یک دولت مرکزی با انتخابات صلح‌آمیز در سال ۱۹۹۹ شکل گرفت.

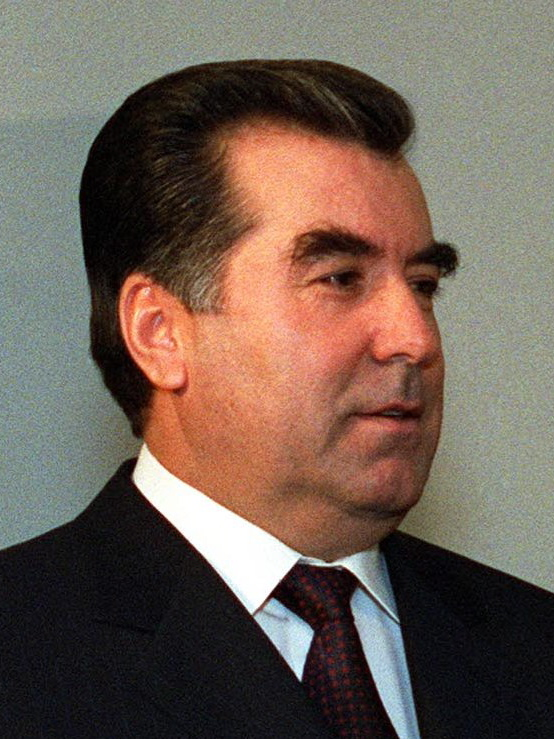
رئیس‌جمهور تاجیکستان امامعلی رحمان از سال ۱۹۹۴ بر کشور حکومت کرده است.

ایلان گرینبرگ در مقاله‌ای در نیویورک تایمز پیش از انتخابات ریاست جمهوری نوامبر ۲۰۰۶ این کشور نوشت: «ناظران قدیمی تاجیکستان اغلب این کشور را به شدت مخالف ریسک و بدبین به وعده‌های اصلاحات توصیف می‌کنند، انفعال سیاسی که ریشه آن را در جنگ داخلی ویرانگر کشور می‌دانند.»

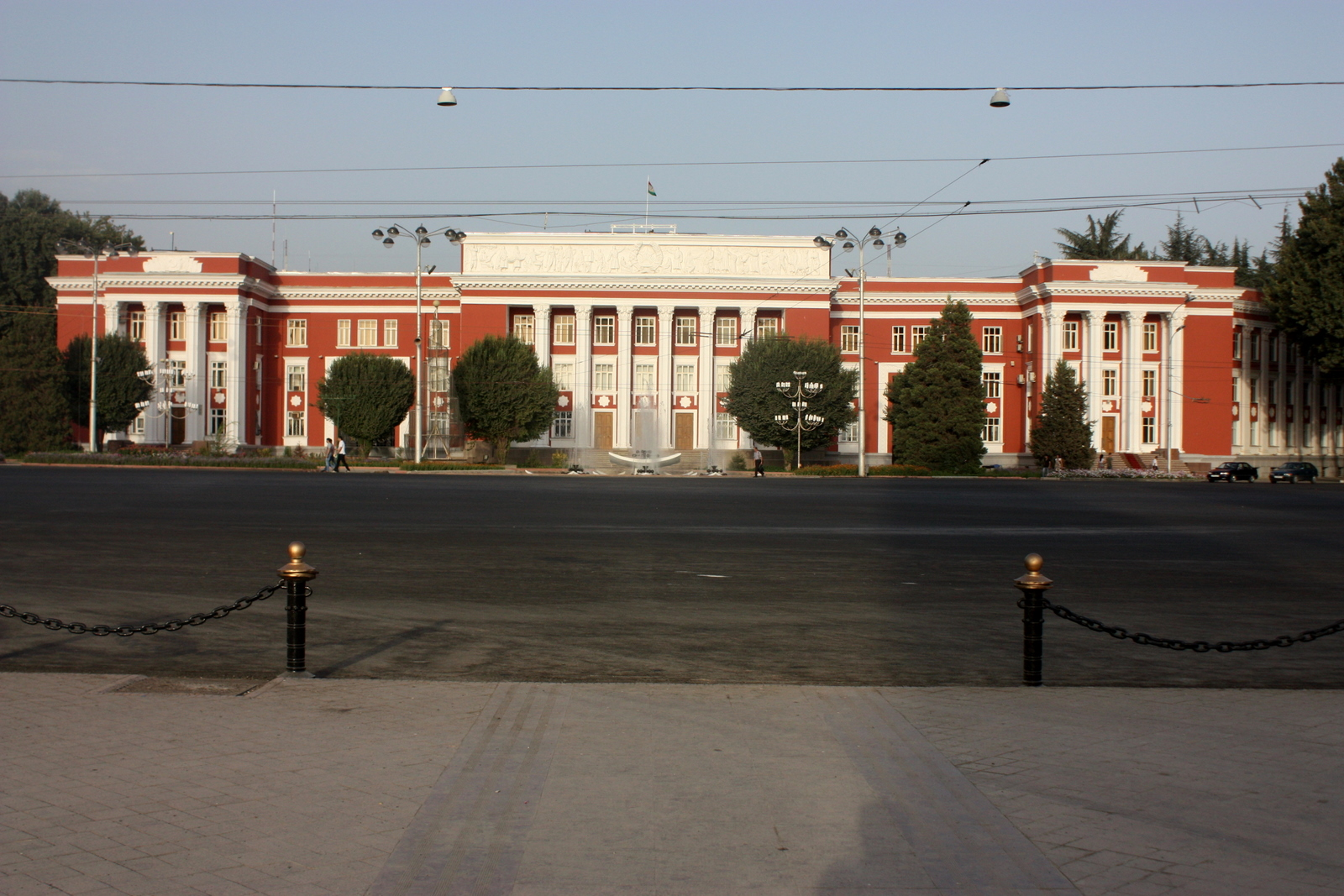
مجلس عالی در دوشنبه.

انتخابات پارلمانی سال ۲۰۰۵ اتهاماتی را از سوی احزاب اپوزیسیون و ناظران بین‌المللی مبنی بر اینکه رئیس‌جمهور امامعلی رحمان به‌طور فاسدانه روند انتخابات و بیکاری را دستکاری می‌کند، برانگیخت. انتخابات فوریه ۲۰۱۰ شاهد از دست دادن چهار کرسی حزب حاکم PDPT در پارلمان بود، اما همچنان اکثریت را حفظ کرد. ناظران انتخابات سازمان امنیت و همکاری اروپا اعلام کردند که رای‌گیری سال ۲۰۱۰ «نتوانست بسیاری از تعهدات کلیدی OSCE را برآورده کند» و «این انتخابات در بسیاری از استانداردهای اساسی دموکراتیک شکست خورد.» دولت اصرار داشت که تنها تخلفات جزئی رخ داده است که بر اراده مردم تاجیکستان تأثیر نخواهد گذاشت.
گزارش شده است که دولت تاجیکستان در چارچوب سرکوب نفوذ اسلامی و به دلیل ارتباط ظاهری آن با افراط‌گرایی اسلامی، که در کشور همسایه افغانستان مشهود است، موهای صورت را ممنوع کرده است.

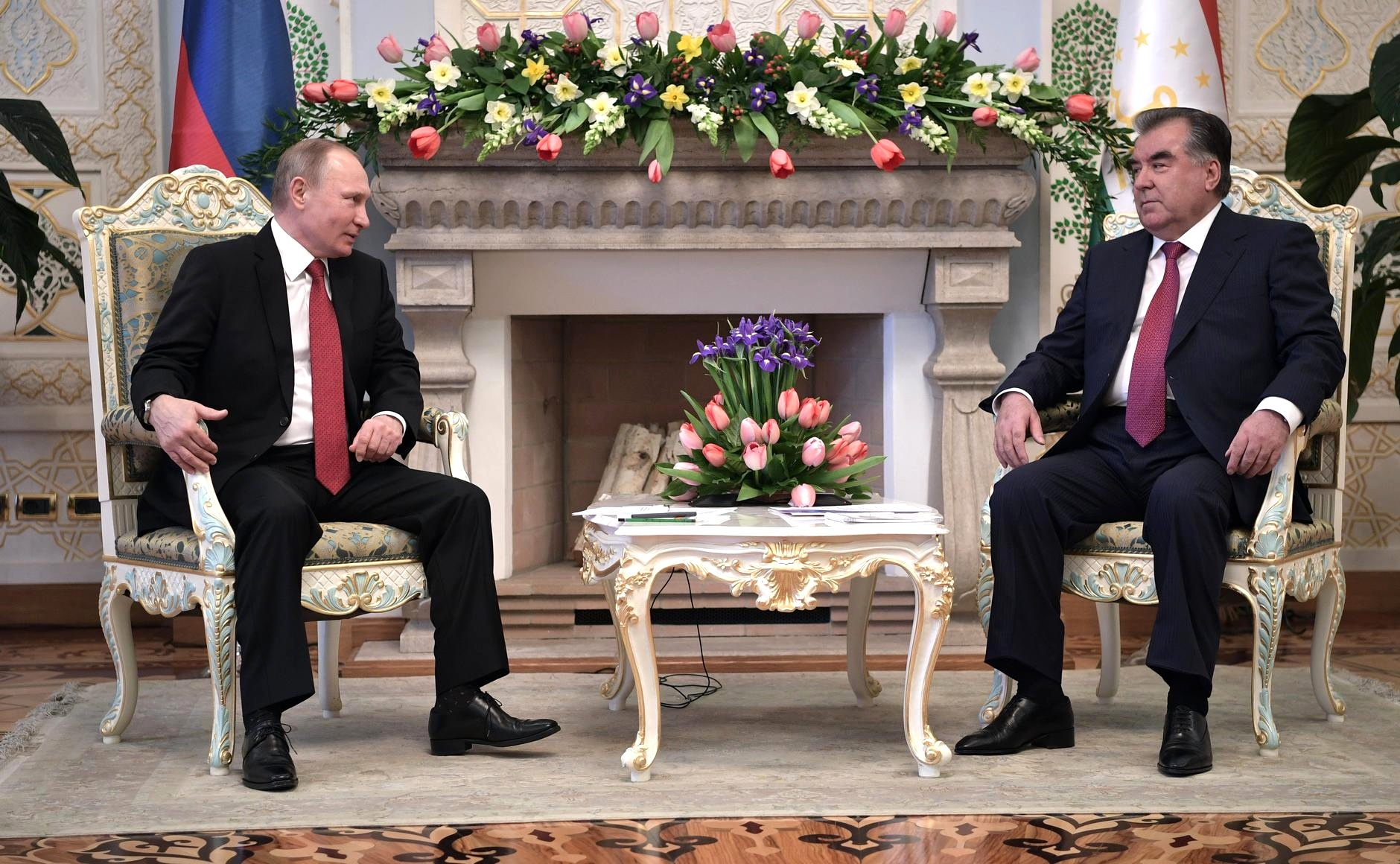
رئیس‌جمهور تاجیکستان امامعلی رحمان با رئیس‌جمهور روسیه ولادیمیر پوتین.

انتخابات ریاست‌جمهوری که در ۶ نوامبر ۲۰۰۶ برگزار شد، توسط احزاب اپوزیسیون «اصلی»، از جمله حزب ۲۳۰۰۰ نفری حزب نهضت اسلامی تحریم شد. چهار رقیب باقی‌مانده «تقریباً همگی رئیس‌جمهور فعلی»، رحمان، را تأیید کردند.
آزادی مطبوعات رسماً توسط دولت تضمین شده است، اما رسانه‌های مستقل و همچنین میزان محتوای وب محدود باقی مانده‌اند. به گزارش مؤسسه گزارشگری جنگ و صلح، دسترسی به وب‌سایت‌های محلی و خارجی مسدود است و روزنامه‌نگاران گاهی از گزارش برخی رویدادها منع می‌شوند. در عمل، هیچ انتقاد عمومی از رژیم تحمل نمی‌شود و هرگونه اعتراض مستقیم سرکوب شده و در رسانه‌های محلی پوشش داده نمی‌شود.

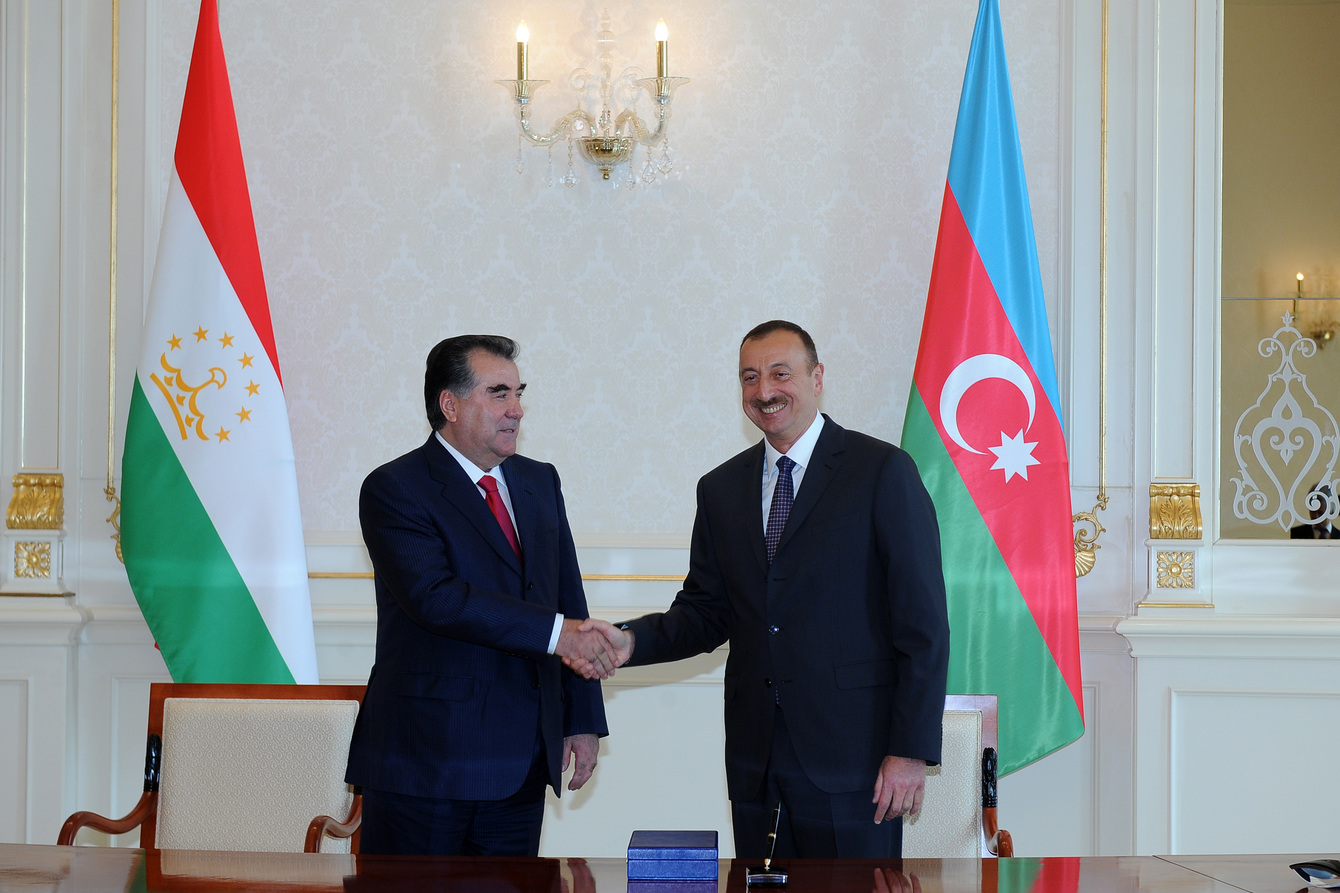
امامعلی رحمان و الهام علی اف

در شاخص دموکراسی سال ۲۰۲۰ که توسط واحد اطلاعات اکونومیست منتشر شد، تاجیکستان پس از عربستان سعودی در رتبه ۱۶۰ قرار گرفت و عنوان «رژیم اقتدارگرا» را دریافت کرد.
در ژوئیه ۲۰۱۹، سفیران ۳۷ کشور از جمله تاجیکستان، نامه مشترکی را به شورای حقوق بشر سازمان ملل متحد امضا کردند و از رفتار چین با اویغورها در منطقه شین‌جیانگ دفاع کردند.

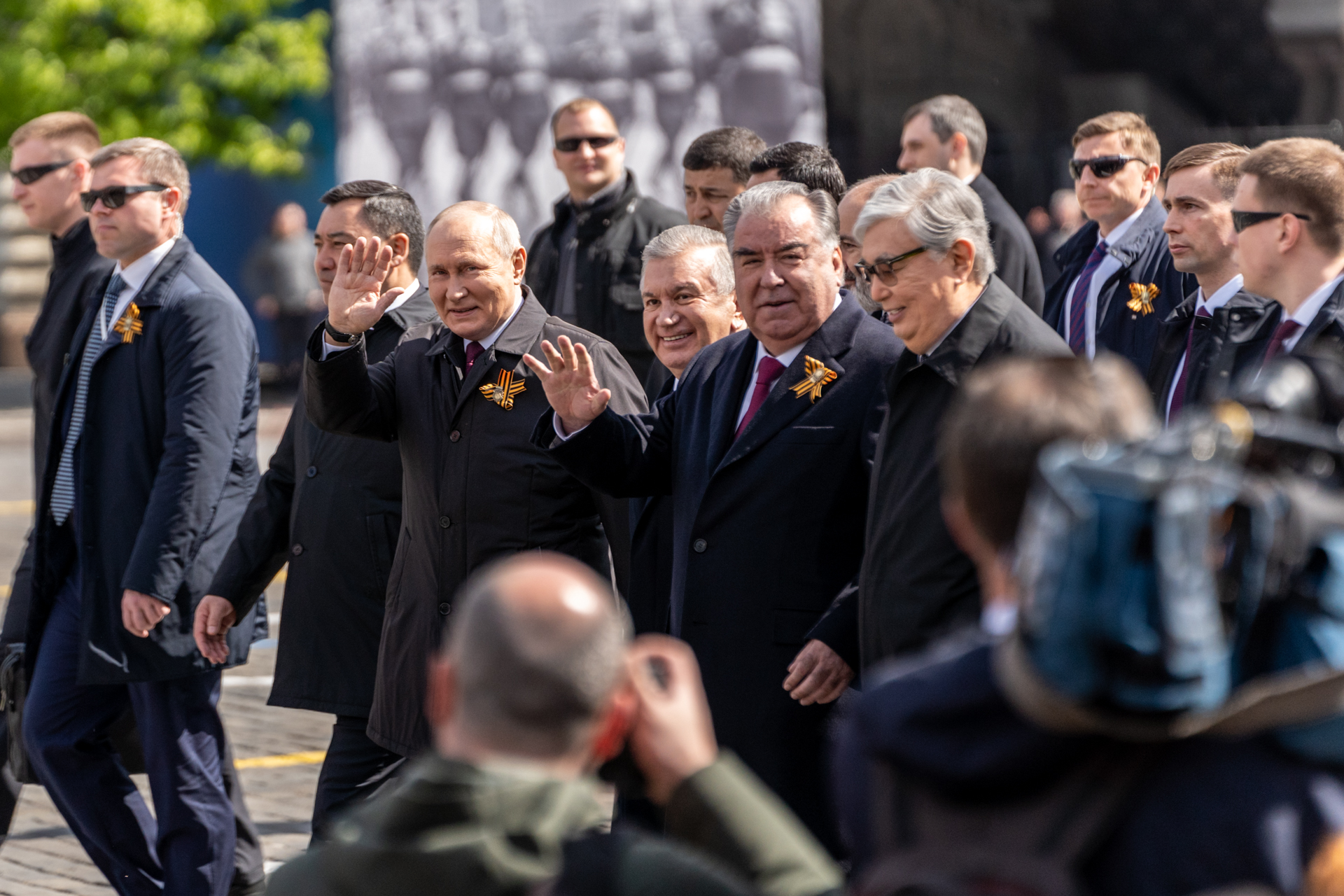
رحمان، میرضیایف، توکایف و دیگر رهبران پساشوروی در رژه روز پیروزی مسکو ۲۰۲۳

در اکتبر ۲۰۲۰، رئیس‌جمهور امامعلی رحمان در یک انتخابات عمدتاً تشریفاتی با کسب ۹۰ درصد آرا برای یک دوره هفت ساله دیگر دوباره انتخاب شد.
در آوریل ۲۰۲۱، یک درگیری بر سر آب با قرقیزستان به یکی از درگیری‌های مرزی بین دو کشور از زمان استقلال تبدیل شد.
در ژوئیه ۲۰۲۱، تاجیکستان از اعضای سازمان پیمان امنیت جمعی (CSTO) به رهبری روسیه که شامل کشورهای پساشوروی است، برای کمک در مقابله با چالش‌های امنیتی ناشی از کشور همسایه افغانستان درخواست کمک کرد. این نگرانی‌های امنیتی پس از خروج نیروهای خارجی مانند ارتش ایالات متحده و بریتانیا از این کشور به وجود آمد و باعث شد بیش از ۱۰۰۰ غیرنظامی و نظامی افغان پس از به دست گرفتن کنترل بخش‌هایی از افغانستان توسط شورشیان طالبان به تاجیکستان همسایه فرار کنند.
در شمال تاجیکستان دشت فرغانه، در شمال غربی و بخش مرکزی، رشته‌کوه‌های ترکستان، زرافشان، حصار و آلای، در جنوب شرقی رشته‌کوه‌های بلند پامیر (بلندی تا ۷۴۹۵ متر) قرار دارد. در بخش جنوب غربی زمین‌های نسبتاً پست‌تر وخش و حصار و غیره قرار دارد. رودها و دریاچه‌های تاجیکستان از قله‌ها سرچشمه می‌گیرند. مجموع طول ۹۴۷ رودخانه تاجیکستان بیش از ۲۸۵۰۰ کیلومتر است که ۶۰٪ ذخیره آبی آسیای مرکزی را تشکیل می‌دهند.
در تاجیکستان بیش از ۸۰ گونه از پستانداران، بیش از ۳۶۵ گونه پرنده، ۴۹ گونه خزنده، تقریباً ۴۰ گونه ماهی و بیش از ۱۰ هزار گونه حشره زندگی می‌کنند. از جانوران این کشور می‌توان به پلنگ برفی، سیاه‌گوش (به تاجیکی: سیلاوسین)، خرس، گرگ، و روباه اشاره کرد. در این کشور آهو و گوسفندهای کوهی بسیاری هم زندگی می‌کنند.
در تاجیکستان چهار حفاظتگاه ملی (بیشه پلنگان، رامیت، دشت جوم و زارغول)، و ۱۳ پرورشگاه و پارک ملی فعالیت دارند. مناطق حفاظت‌شده طبیعی این کشور جمعاً حدود ۲۱٪ از خاک کشور را دربر می‌گیرند.

### رودها
تاجیکستان دارای رودهای بسیاری است. شمار رودهایی که طول آن‌ها از ۱۰ کیلومتر تجاوز می‌کند به ۹۴۷ می‌رسد. رودهای مهم آن عبارتند از:
- سیر دریا (سیحون)
- آمودریا (جیحون)
- رودخانه زرافشان
- رود پنج
- رودخانه مرغاب
- سرخ آب
- کافرنهان
- رود وخش

در مجموع طول ۹۴۷ رودخانه تاجیکستان بیش از ۲۸٫۰۰۰ کیلومتر است.
همچنین در تاجیکستان ۱٫۳۰۰ مرداب، جمعاً به مساحت ۷۰۵ کیلومتر مربع وجود دارد. بزرگ‌ترین مرداب کشور قراکول نام دارد.

### مرزها
- افغانستان (جنوب): ۱۲۰۶ کیلومتر
- ازبکستان (باختر): ۱۱۶۱ کیلومتر
- قرقیزستان (شمال): ۸۷۰ کیلومتر
- چین (خاور): ۴۱۴ کیلومتر

در ماه ژانویه سال ۲۰۱۱ مجلس نمایندگان تاجیکستان پروتکل تعیین خطوط مرز میان تاجیکستان و چین را تصویب کرد که طبق این سند ۱٫۱ هزار کیلومتر مربع (حدود یک درصد) از خاک تاجیکستان در ولایت بدخشان این کشور، به کشور چین داده شد.

### قلّه‌ها
| کوه                               | بلندی     | بلندی      | محل                                  | محل |
| قله استقلال (قلّهٔ انقلاب)          | ۷٬۱۷۴ متر | ۲۳٬۵۳۷ فوت | شمالی‌ترین مرز در رشته‌کوه آلای        |     |
| گردنه قیزیل‌آرت                    | ۴٬۲۸۰ متر | ۱۴٬۰۴۲ فوت | شمالی‌ترین مرز در کوهستان سراسری آلای |     |
| قلّهٔ اسماعیل سامانی (بلندترین قلّه) | ۷٬۴۹۵ متر | ۲۴٬۵۹۰ فوت | شمال ولایت خودمختار کوهستان بدخشان   |     |
| قله ابن‌سینا (قله لنین)            | ۶٬۹۷۴ متر | ۲۲٬۸۸۱ فوت | شمال قلّهٔ اسماعیل سامانی              |     |
| قلّهٔ کورژنیوسکی                    | ۷٬۱۰۵ متر | ۲۳٬۳۱۰ فوت | ولایت خودمختار کوهستان بدخشان        |     |
| رشته‌کوه آکادمی فن‌ها               | ۶٬۷۸۵ متر | ۲۲٬۲۶۰ فوت | ولایت خودمختار کوهستان بدخشان        |     |
| قله کنکورد                        | ۵٬۴۶۹ متر | ۱۷٬۹۴۳ فوت | مرز جنوبی رشته‌کوه قره‌قروم            |     |
| قله کارل مارکس                    | ۶٬۷۲۶ متر | ۲۲٬۰۶۷ فوت | مرز جنوبی رشته‌کوه قره‌قوروم           |     |
| قلّهٔ مایاکاوسکی                    | ۶٬۰۹۶ متر | ۲۰٬۰۰۰ فوت | مرز افغانستان.                       |     |

### تقسیمات کشوری

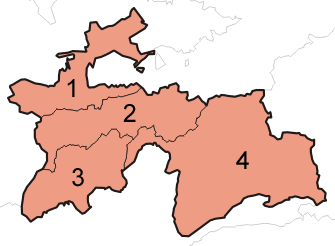
نقشهٔ تقسیمات کشوری تاجیکستان: ۱- ولایت سغد، ۲- ناحیه‌های تابع جمهوری، ۳- ولایت ختلان، ۴- ولایت مختار کوهستان بدخشان.

تقسیمات کشوری تاجیکستان از ۳ ولایت، ۱ ناحیهٔ تابع جمهوری، ۱ پایتخت، ۵۸ ناحیه و ۴۰۱ جماعت تشکیل می‌شود که ولایت‌ها شامل ولایت مختار کوهستان بدخشان، ولایت سغد، ولایت ختلان و ناحیه‌های تابع جمهوری می‌شوند. هر ولایت به چندین ناحیه و هر ناحیه به چندین جماعت و هر جماعت به چندین ده تقسیم می‌گردد.
تقسیمات کشوری جمهوری تاجیکستان از بدو تأسیس آن دستخوش تغییر بوده است و نام جای‌های آن به علت‌های گوناگون عوض شده است. برای نمونه، انگیزهٔ سیاسی در تغییر نام دو شهر عمدهٔ تاجیکستان مشهود است. در دورهٔ شوروی، دوشنبه پایتخت این کشور چندی استالین‌آباد خوانده می‌شد و به شهر خجند نیز لنین‌آباد می‌گفتند. برخی از تغییر نام‌ها به‌دلیل جابه‌جایی جمعیت بوده است. برای نمونه در اواخر دههٔ ۱۹۵۰ میلادی که گروهی از مردم مستچا از بالا آب زرافشان به دشت‌های واقع در گوشهٔ شمال غربی تاجیکستان کوچانیده شدند، نام مستچا را با خود به آن‌جا بردند.
ولایت خودمختار بدخشان، تنها ولایتی است که نام آن از بدو تشکیل تاجیکستان تاکنون بی‌تغییر مانده است. صفت «مختار» (خودمختار) برای این ولایت هرگز جدی نبوده است و آن اختیارات فرهنگی که قانون اساسی اتحاد شوروی برای نواحی خودمختار پیش‌بینی کرده‌بود، از جانب مردم بدخشان مورد تقاضا نبوده است. ولایت خجند در شمال که رشتهٔ حصار، آن را از دیگر نواحی تاجیکستان جدا می‌کند، در دورهٔ شوروی، لنین‌آباد خوانده می‌شد. نواحی مرکزی و جنوبی که تنهٔ اصلی تاجیکستان را تشکیل می‌دهد و مشتمل بر یک تا ۴ ولایت بوده، بارها دستخوش تجدیدنظر اداری واقع شده است. در سال ۱۹۴۴ میلادی این ناحیه مشتمل بر ولایت مرکزی وابسته به پایتخت یا «ناحیه‌های تابع جمهوری»، غرم، کولاب و قرغان تپه بود. ابتدا ولایت کولاب و سپس ولایت قرغان تپه در اوایل دههٔ ۱۹۸۰ میلادی از ناحیه‌های تابع جمهوری جدا شدند. پس از استقلال تاجیکستان دو ولایت کولاب و قرغان تپه در ولایت واحدی ادغام شدند که نام تاریخی ختلان بر آن نهاده شد.

## اقتصاد

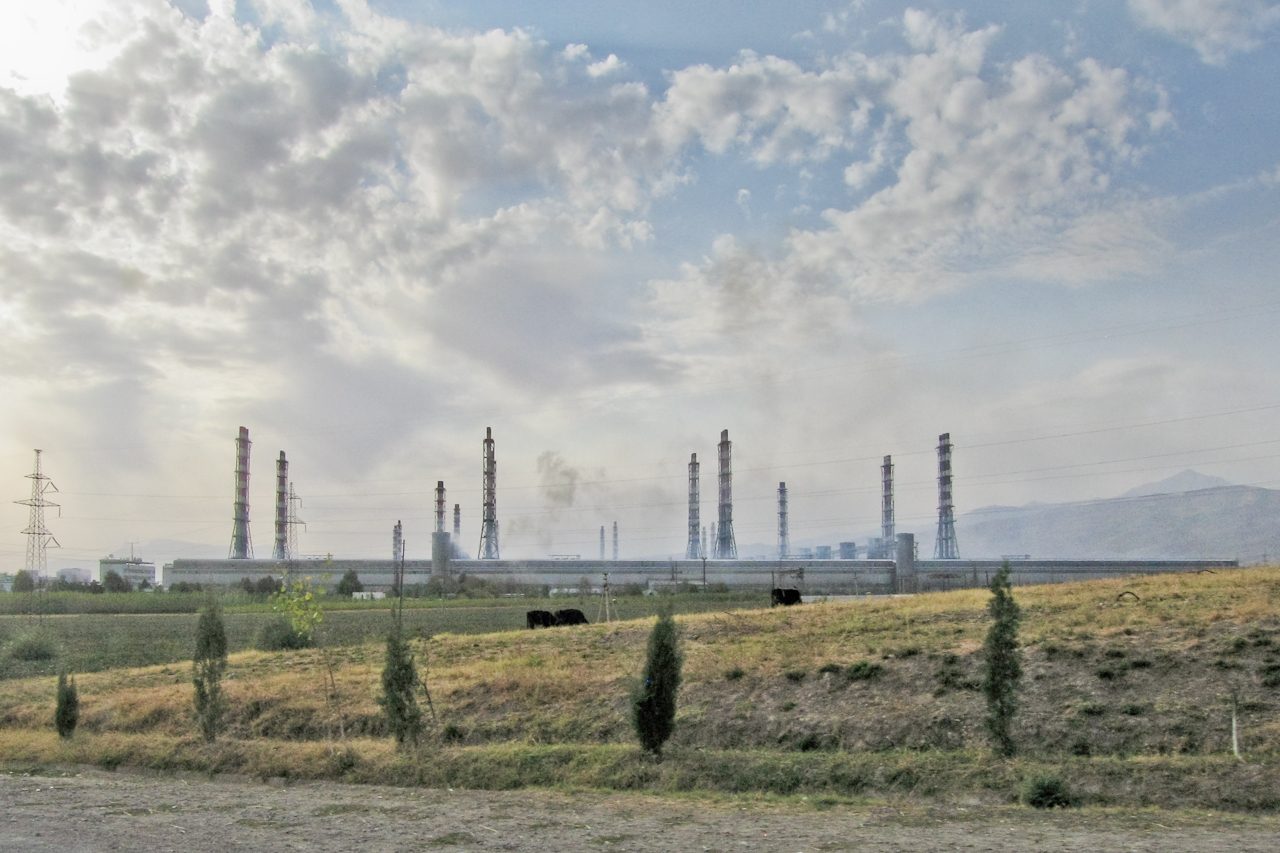
شرکت آلومینیوم تاجیک

تاجیکستان یکی از جمهوری‌های سابق اتحاد جماهیر شوروی است. در سال ۲۰۰۵، تولید ناخالص ملی آن نزدیک به ۲ میلیارد دلار بود.و در سال ۲۰۲۳ به ۱۲ میلیارد دلار رسید.
تولید ناخالص داخلی (GDP) در تاجیکستان در سه‌ماهه چهارم سال ۲۰۲۴ نسبت به سه‌ماهه مشابه سال قبل ۸٫۴۰ درصد افزایش یافته است. نرخ رشد سالانه تولید ناخالص داخلی در تاجیکستان از سال ۱۹۹۲ تا ۲۰۲۴ به‌طور متوسط ۵٫۳۵ درصد بوده است که در سه‌ماهه چهارم سال ۲۰۰۳ به بالاترین حد خود یعنی ۱۱٫۰ درصد رسیده است.
واحد پول این کشور سامانی نام دارد. هر سامانی معادل ۰٫۰۸ دلار آمریکا و هر دلار معادل ۱۲٫۴۶ سامانی است. (آوریل ۲۰۲۲).
چین طبق پروژه ابتکار کمربند و جاده به سرمایه‌گذاری در کشورهای کریدور راه ابریشم نو پرداخته که تاجیکستان یکی از این کشور هاست، در نیمه اول سال‌های ۲۰۰۰ چین به‌طور عمده در صنایع خام تاجیکستان سرمایه‌گذاری می‌کرد، اما در سال‌های اخیر، به‌طور فعال در زیرساخت‌های حمل و نقل و انرژی سرمایه‌گذاری کرده است.
اتحادیه اروپا طی پروژه «دروازه جهانی» که قرار است رقیب ابتکار کمربند و جاده چین باشد، به سرمایه‌گذاری در کشورهای آسیا مرکزی پرداخته و در تاجیکستان بخش توسعه انرژی در اولویت قرار گرفت و توافقی با بانک اروپایی بازسازی و توسعه برای مدرن‌سازی سیستم انرژی و افزایش استفاده از منابع انرژی تجدیدپذیر به امضا رسید.
نیروگاه برق‌آبی راغون (در ۱۱۰ کیلومتری شمال‌شرق دوشنبه در تاجیکستان)، نیروگاهی در حال ساخت در تاجیکستان با ظرفیت تولید ۳٬۶۰۰ مگاوات است.
پروژهٔ سد و نیروگاه راغون یکی از بزرگ‌ترین طرح‌های عمرانی در جهان بوده (بلندترین سد خاکی با هستهٔ رسی دنیا) که بر روی رودخانهٔ وخش در حال اجرا می‌باشد. کارفرمای اصلی این پروژه وزارت انرژی جمهوری تاجیکستان می‌باشد.
بانک توسعه آسیایی (ADB) در یک جلسه در مارس ۲۰۲۵ اعلام کرد که در چهار سال آینده حدود ۲۰ پروژه را در تاجیکستان برنامه‌ریزی کرده است. این پروژه‌ها شامل بخش‌های کشاورزی، توسعه شهری، بخش‌های اجتماعی، مالی، مدیریت بخش عمومی، حمل و نقل و انرژی می‌باشند.
تاجیکستان دارای ذخایر هفتاد نوع کانی معدنی و فلزات کمیاب شامل اورانیوم، طلا، آلومینیوم، نقره و … می‌باشد.

### نفت و گاز تاجیکستان
دولت تاجیکستان حدود ۹۰ درصد از نیازهای انرژی خود را با واردات تأمین می‌کند. بیشتر ذخایر نفت و گاز این کشور در جنوب غرب تاجیکستان در امتداد حوزه آمودریا قرار دارد.
به گزارش پایگاه اینترنتی روزنامه وال استریت ژورنال، شرکت ملی نفت چین (سی ان پی سی)، توتال فرانسه و شرکت انگلیسی-کانادایی تزیس پترولیوم توافقنامه‌ای برای توسعه میدان‌های نفت و گاز در تاجیکستان امضا کردند. بنابر اعلام شرکت تزیس پترولیوم، منطقه بوختار احتمال دارد ۳٬۲۲ تریلیون مترمکعب گاز و ۸٫۵ میلیارد بشکه نفت داشته باشد.
چندی پیش نیز یک شرکت نفتی انگلیس در بیانیه‌ای اعلام کرد، تاجیکستان ذخائر نفت و گاز بسیاری دارد که به‌طور قابل توجهی بیشتر از ذخایر باقی‌مانده منابع نفتی در دریای شمال است.
این میزان نفت در تاجیکستان از ذخایر کشورهای صادرکننده‌ای چون جمهوری آذربایجان با صادرات روزانه ۸۲۰ هزار بشکه، عمان ۷۰۵ هزار بشکه و نروژ ۱میلیون و ۶۰۰ هزار بشکه بیشتر است.
همچنین میزان منابع گازی تاجیکستان از کشورهای صادرکننده گاز مانند الجزایر، مصر و ازبکستان بیشتر است.

## فقر در تاجیکستان
تاجیکستان فقیرترین کشور در میان کشورهای پساشوروی و بر اساس آمار صندوق بین‌المللی پول رتبه ۱۲۵ را در دنیا بر اساس شاخص برابری قدرت خرید دارد. تاجیکستان با وجودی که تلاش‌ها و کارهای قابل توجهی در کاهش فقر انجام داده است و توانسته بین سال‌های ۲۰۰۰ تا ۲۰۲۰ فقر را از ۸۳ درصد به ۲۶ درصد جامعه کاهش دهد و نرخ بیکاری را به کمتر از دو درصد برساند.همچنان فقیرترین کشور آسیای مرکزی است.در سال ۲۰۲۳ رئیس جمهور تاجیکستان با ارائه برنامه‌ای اقتصادی اعلام کرد تا سال ۲۰۳۰ فقر در تاجیکستان ده درصد دیگر کاهش میابد.
دولت تاجیکستان به کمک صندوق بین‌المللی پول برنامه‌ای سی ساله را برای کاهش فقر آغاز کردههمچنین در همکاری با WFP (برنامه جهانی غذا) برنامه‌ای را برای بهبود زنجیره کشاورزی و بهره‌وری بیشتر غذا تا سال ۲۰۳۰ اجرایی می‌کند.
حدود ۳۵ درصد از جمعیت زیر ۱۵ سال سن دارند. مردم روستایی حدود ۷۳ درصد از کل جمعیت را تشکیل می‌دهند. تاجیکستان به کشاورزی به عنوان ستون حیات زندگی نگاه می‌کند.
سازمان یونیسف از وضعیت معیشتی تاجیکستان و گرسنگی مردم آن ابراز نگرانی کرد. بیانیه گزارش جدید یونیسف نشان می‌دهد که از هر ۳ کودک در تاجیکستان ۱ کودک در فقر شدید غذایی زندگی می‌کند
دوشنبه، ۶ ژوئن ۲۰۲۴ - گزارش جدید یونیسف
بیش از ۴۳۱۰۰۰ کودک زیر پنج سال در تاجیکستان با فقر شدید غذایی کودکان مواجه هستند .
این گزارش نشان می‌دهد که از هر ۳ کودک زیر پنج سال در تاجیکستان، ۱ کودک با فقر غذایی شدید مواجه است، به این معنی که نمی‌تواند به رژیم غذایی مغذی و متنوع برای حفظ رشد و تکامل بهینه در دوران کودکی و بعد از آن دسترسی داشته باشد و از آن استفاده کند. این بالاتر از میانگین جهانی ۱ در ۴ کودک است.
اری دوویدی، معاون نماینده یونیسف در تاجیکستان گفت. یونیسف خواستار اقدام فوری برای تغییر سیستم‌های غذایی، بهداشتی و اجتماعی است تا کودکان بتوانند به رژیم‌های غذایی متنوع و مغذی دسترسی داشته باشند تا بتوانند رشد کنند، رشد کنند و با پتانسیل کامل خود بیاموزند.

## مردم

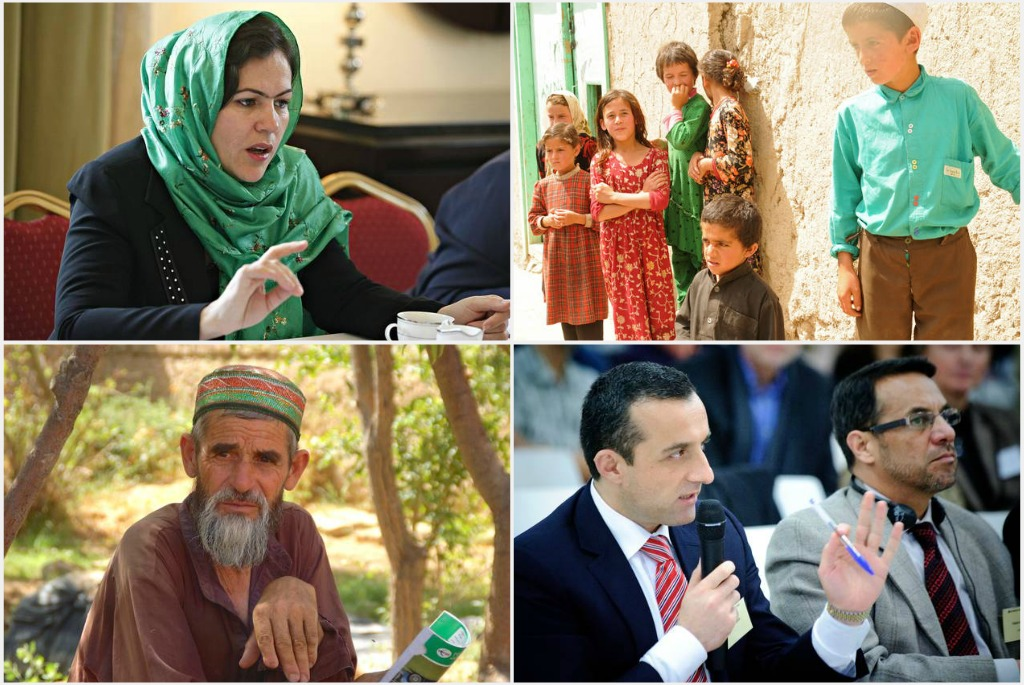
مردم تاجیک

طبق گزارش چکیده‌نامهٔ جهان سازمان سی‌آی‌اِی، جمعیت تاجیکستان در سال ۲۰۲۰ میلادی ۹٬۵۳۷٬۶۴۵ تن برآورد شده است که از این تعداد نزدیک به ۸۴٫۳٪ تاجیک و ۱۳٫۸٪ ازبک‌اند. قرقیزها، ترکمن‌ها، تاتارها، عرب‌ها و روس‌ها روی هم رفته نزدیک به دو درصد جمعیت را تشکیل می‌دهند. تاجیک‌ها به فارسی تاجیکی سخن می‌گویند. دو زبان فارسی و ازبکی در تاجیکستان به گستردگی سخن رانده می‌شوند که فارسی تاجیکی از شاخهٔ زبان‌های ایرانی و ازبکی از شاخهٔ زبان‌های ترکی‌تبار است.

### تقویم
تاجیکستان مانند بیشتر کشورهای جهان، از تقویم میلادی استفاده می‌کند. استفاده از این تقویم در شوروی شدت گرفت و تأثیر تا به امروز در تاجیکستان باقی مانده است.

### دین
پس از حمله مسلمانان به فرارود، تاجیک‌ها چندین سده مستعمره خلافت اموی و عباسی شدند.
در سده بیستم میلادی با گسترش لنینیسم در شوروی، بی‌خدایی در تاجیکستان بسیار گسترش یافت و حتی پس از فروپاشی اتحاد جماهیر شوروی در قانون اساسی تاجیکستان کشوری سکولار تعیین شده و دین رسمی ندارد. امروزه دین حدود ۹۸٪ از مردم تاجیکستان اسلام است (۹۵٪ سنی حنفی، اقلیت ۵٪ شیعه که غالباً شیعهٔ اسماعیلی و کمتر از ۱٪ آن شیعهٔ دوازده‌امامی) است. شیعیان بیشتر در بدخشان زندگی می‌کنند. مسیحیان، یهودیان، زرتشتیان، بوداییان و بهائیان از جمله اقلیت‌های دینی ساکن در تاجیکستان هستند. طریقت نقشبندیهٔ تصوف نیز در تاجیکستان وجود دارد.

### شخصیت‌ها

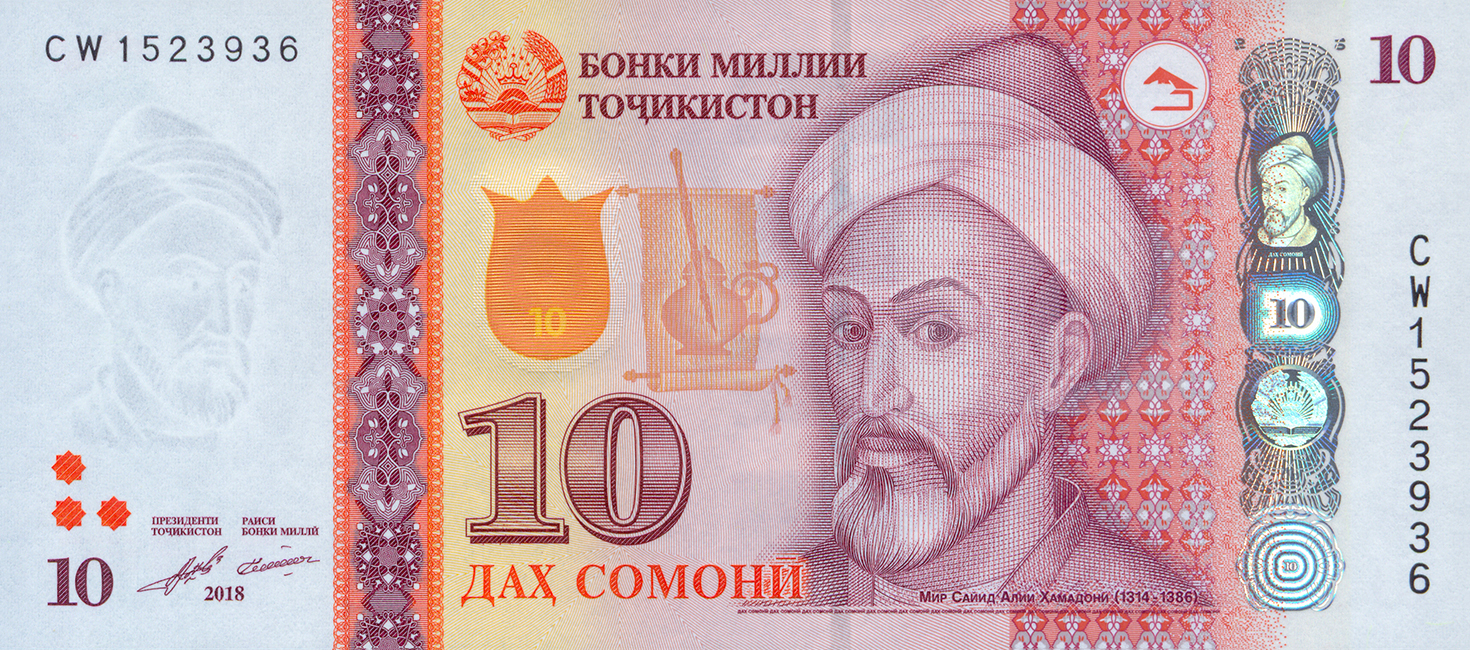
پرتره سید علی همدانی بر روی اسکناس ده سامانی تاجیکستان

باباجان غفورف تاریخ‌دان و نویسندهٔ کتاب (تاریخ تاجیکان) از اهالی تاجیکستان است. تیمور ملک نیز از شخصیت‌ها و قهرمانان تاریخی تاجیک به‌شمار می‌آید.
بانو گلرخسار شاعر معاصر تاجیکستان از همراهان مهدی اخوان ثالث، احمد شاملو و سیمین بهبهانی و بسیاری از دیگر شاعران و اهل فرهنگ و هنر ایران بوده و است.

### ادبیات

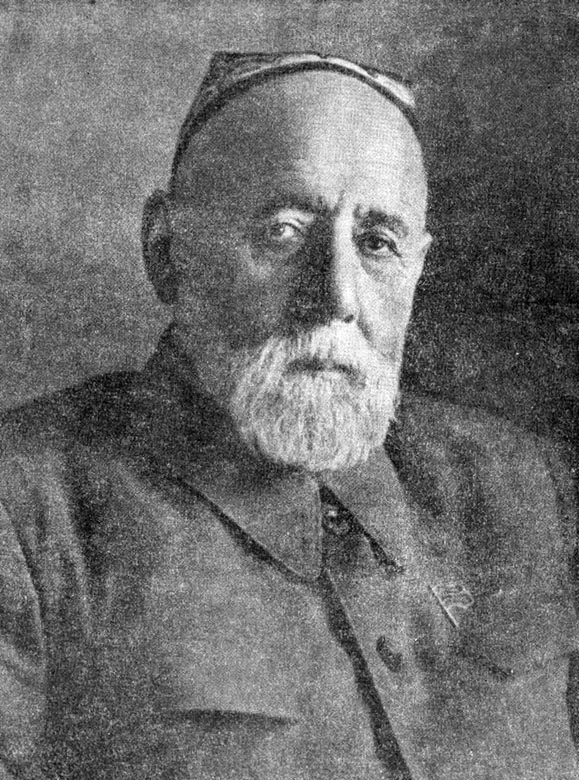
صدرالدین عینی از بزرگ‌ترین نویسندگان و ادیبان زبان فارسی تاجیکی

نظم (سروده) و نثر (نوشتار) فارسی تاجیکی در درازنای (درطول) چندین سده پیشرفت کرد. زمانه بالندگی و نمایان شدنِ ادبیات فارسی (تاجیکی) با سده‌های میانه (قرون وسطی)(سدهٔ ۹ تا ۱۱ میلادی) همخوانی دارد، هنگامی که در آسیای میانه نخستین دولت تاجیکان ساخته می‌شود (م۸۷۴–۱۰۰۵). درست همین زمانه از پیشرفت مردم تاجیک برشمرده می‌شود. سامانیان به علم و ادبیات و هنر نگاه ویژه‌ای نشان می‌دادند. شاعران و دانشمندان همان زمانه به‌مانند رودکی، ابن سینا، فردوسی، عنصری، دقیقی در دربار شاهان سامانی کار و کوشش می‌کردند. ایرانیان و تاجیکان آن روزگار یک تبار با ریشه‌های به هم پیوسته بودند و ادبیات، صنعت، هنر و علم نیز در دسترس همگان بود. رودکی بنیان‌گذار ادبیات فارسی است. چیرگی عرب‌ها به آسیای میانه دگرگونی‌های زیادی باخود آورد. بناها و معماری پیشین تاجیکان نیست و نابود می‌شد، کتاب‌ها سوزانده می‌شدند. در آسیای میانه دین اسلام جاری شده و زبان عربی همگانی گردید. زبان نوین ادبی - زبان فارسی (تاجیکی) در سده‌های ۹و۱۰ میلادی پایه‌گذاری شد. رودکی - سرایندهٔ برجسته، پایه‌گذار ادبیات فارسی ، نخستین شدهٔ (اثر) زبان را نمایان کرد و آن را در سروده‌های خود به‌کار برده، چندین گونه (ژانر) ادبی آن زمان را به‌وجود آورد. به‌ویژه در همان روزگار سرآمد ادبیات فارسی شناخته شده، و در سراسر جهان پرآوازه گردید. در پایان سدهٔ ۹ میلادی فردوسی «شاهنامه» بی‌زوال (سودمند) خود را رونمایی کرد، که از دید معنا و اندازه (حجم) در سراسر ادبیات جهان همتایی ندارد. سدهٔ ۱۰ میلادی با به روی کار آمدن داستان‌های احساسی شناخته شده است. به‌ویژه در همین ژانر (گونهٔ ادبی) رشته داستان‌های عنصری، اییوکی، گنگوری، عمر خیام می‌باشند، ولی «خمسهٔ» نظامی گنجوی بهترین نمونه به‌شمار می‌آید که در سدهٔ ۱۰ پدید آمده است. در سدهٔ ۱۰ «بوستان» و «گلستان» سعدی، در سدهٔ ۱۱ داستان‌های امیرخسرو دهلوی و خواجه کرمانی، کمال خجندی و غزل‌های حافظ شیرازی پدیدار شده‌اند. سدهٔ ۱۰ همچنین با نظم جامی شناخته شده است. در روزگار شوروی، واقع‌گرایی اجتماعی (سوسیال رئالیسم) در ادبیات معاصر تاجیکستان جریانی محوری و تأثیرگذار به‌شمار می‌رفت.

## فرهنگ

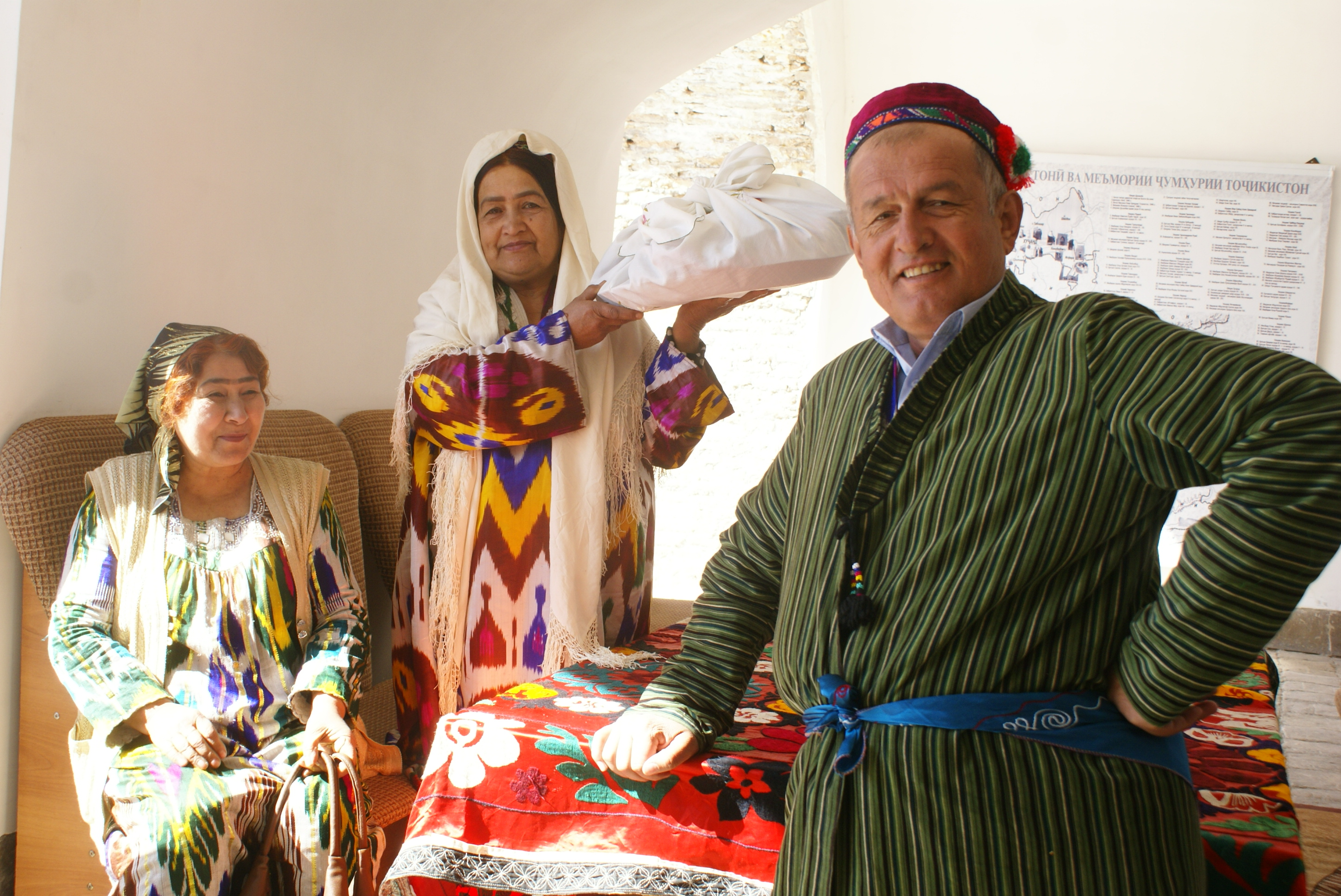
لباس سنتی تاجیکی

زبان فارسی تاجیکی زبان مادری حدود ۸۴/۴ درصد از شهروندان تاجیکستان است. مراکز شهری در تاجیکستان شامل دوشنبه (پایتخت)، خجند، کولاب، پنجکنت، باختر، خاروغ و استروشن هستند. اقلیت‌های ازبک، قرقیز و روس نیز وجود دارند.
مردم یغنابی در مناطقی از شمال تاجیکستان زندگی می‌کنند. تعداد تخمینی یغنابی‌ها حدود ۲۵٬۰۰۰ نفر است. مهاجرت‌های اجباری در قرن بیستم تعداد آنها را به شدت کاهش داد. آنها به زبان یغنابی صحبت می‌کنند که تنها بازمانده مستقیم زبان سغدی است.
صنعتگران تاجیکستان چای‌خانه دوشنبه را ساختند که در سال ۱۹۸۸ به عنوان هدیه‌ای به شهر خواهرخوانده بولدر، کلرادو اهدا شد.
در کشور، به ویژه در میان زنان از جمعیت بومی، پوشیدن لباس‌های سنتی ملی حفظ شده است. خیاطان و گلدوزان مناطق تاجیکستان از پارچه‌های کارخانه‌ای و سوزن‌دوزی محلی برای تزئینات خانه و لباس زنان استفاده می‌کنند. هنر سوزن‌دوزی چکن در میان زنان در مناطق خاصی حفظ شده و دانش آن از نسلی به نسل دیگر منتقل می‌شود.

### ورزش
ورزش ملی تاجیکستان گوشتیگیری است، نوعی کشتی.
ورزش دیگر بزکشی است، بازی‌ای که روی اسب انجام می‌شود، مانند چوگان. بزکشی می‌تواند به صورت انفرادی و تیمی بازی شود. هدف بازی گرفتن یک بز مرده ۵۰ کیلوگرمی، دور شدن از بازیکنان دیگر، بازگشت به نقطه شروع و انداختن آن در دایره مشخص شده است. این بازی در جشن‌های نوروز انجام می‌شود.

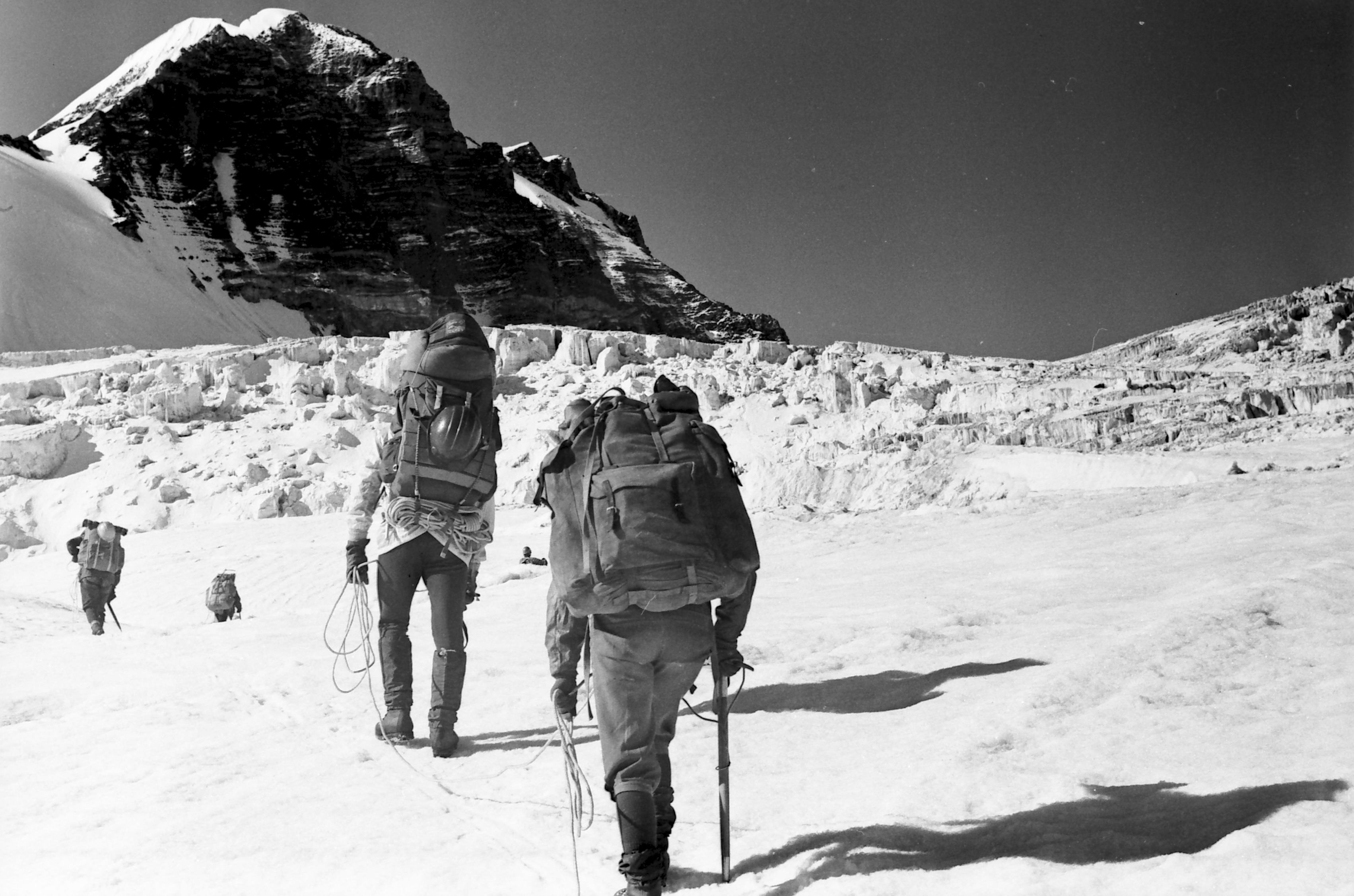
تاجیکستان مقصدی برای کوهنوردان است. اعزام ۱۹۸۲ به تارتو یولیکول ۳۵۰.

تاجیکستان از زمان استقلال خود، ورزشکارانی را به تمام بازی‌های المپیک تابستانی و چهار بازی‌های المپیک زمستانی اعزام کرده و موفقیت محدودی داشته است. بهترین نتایج این کشور در پرتاب چکش به دست آمده است، با آندری عبدالوالیف و دلشاد نظروف که هر کدام در سال‌های ۱۹۹۲ و ۲۰۱۶ مدال طلا را در بخش مردان کسب کردند (اگرچه عبدالوالیف به عنوان بخشی از تیم متحد شرکت کرد). بیشترین تعداد مدال تاجیکستان در یک دوره بازی‌های المپیک در بازی‌های المپیک تابستانی ۲۰۲۴ به دست آمد، جایی که ورزشکارانش سه مدال کسب کردند.
فدراسیون فوتبال تاجیکستان نهاد حاکم بر فوتبال در تاجیکستان است. در حالی که هیچ‌یک از تیم‌های مردان و زنان به جام جهانی راه پیدا نکرده‌اند، تیم مردان به جام ملت‌های آسیا ۲۰۲۳ راه یافت که در آن به‌طور غیرمنتظره‌ای به مرحله یک‌چهارم نهایی رسیدند. تیم مردان چهار بار در چلنج کاپ آسیا شرکت کرده و اولین دوره آن را در سال ۲۰۰۶ برنده شده است. تیم زنان دو بار در مسابقات قهرمانی زنان کافا شرکت کرده و در دوره ۲۰۱۸ سوم شده و در سال ۲۰۲۲ میزبان مسابقات بوده است.
فدراسیون کریکت تاجیکستان در سال ۲۰۱۲ به عنوان نهاد حاکم بر ورزش کریکت در تاجیکستان تشکیل شد. در همان سال عضویت وابسته شورای کریکت آسیا به آن اعطا شد.
در سال ۲۰۰۸، راگبی ۱۵ نفره به‌طور رسمی در وزارت دادگستری ثبت شد و سه باشگاه مردان وجود دارد.
خاروغ، مرکز ولایت مختار کوهستان بدخشان، مرتفع‌ترین مکانی است که در آن باندی بازی شده است.
تاجیکستان یک پیست اسکی به نام صفدره (نام قبلی تکاب) در نزدیکی شهر ورزاب دارد.